# Danh sách vũ khí sử dụng trong Chiến tranh Việt Nam

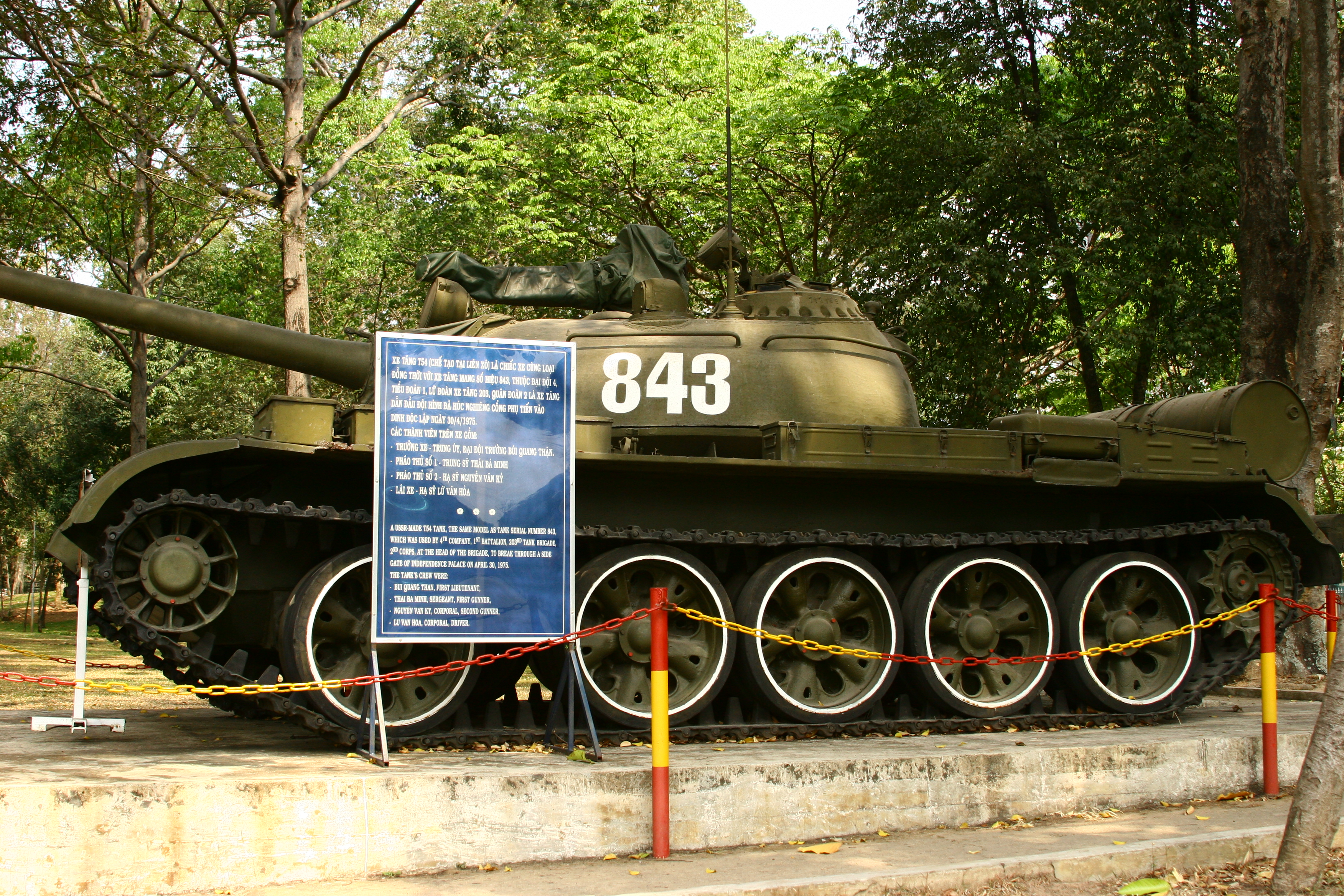
Xe tăng T-54A

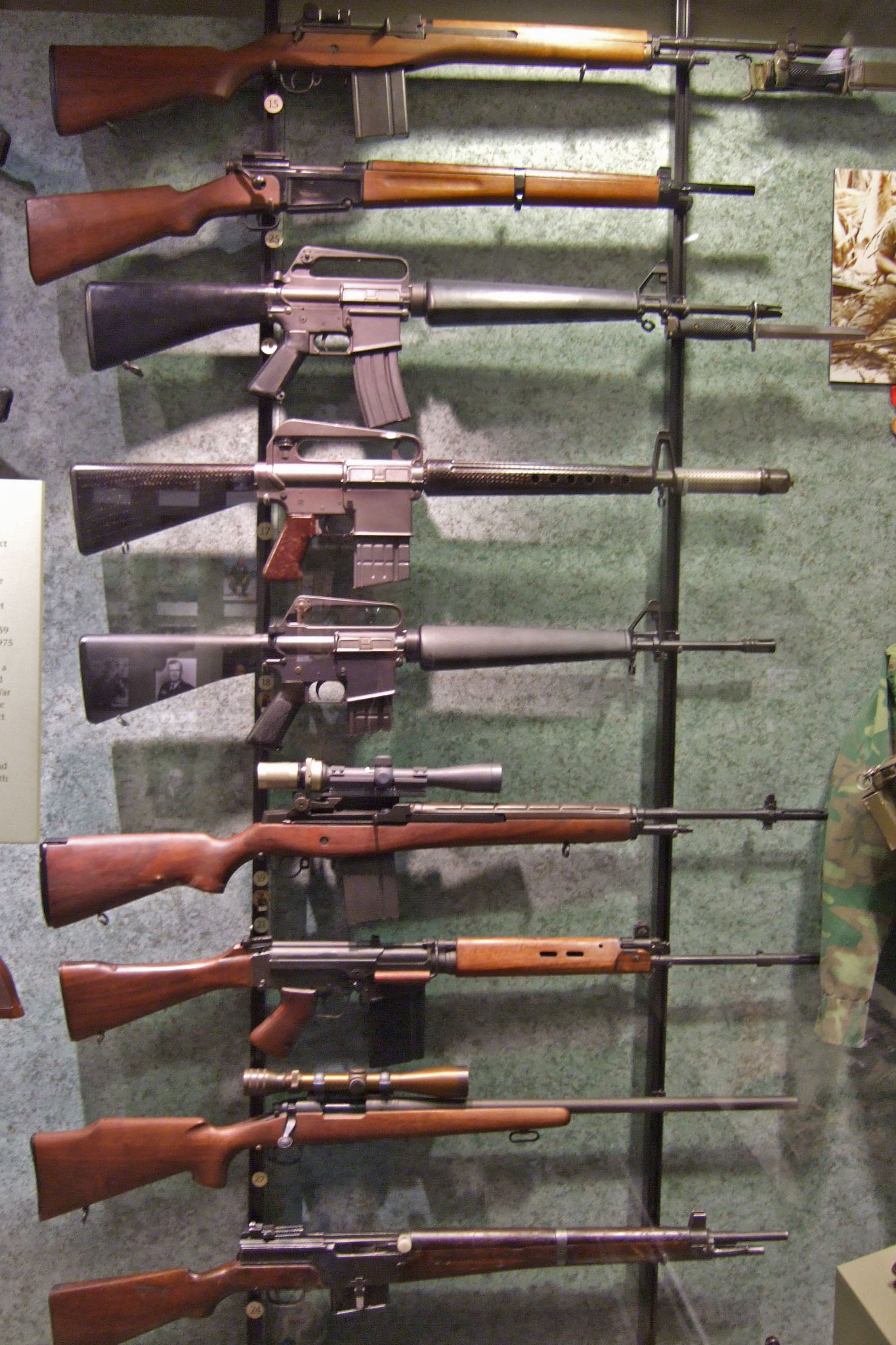
Súng của Mỹ và đồng minh

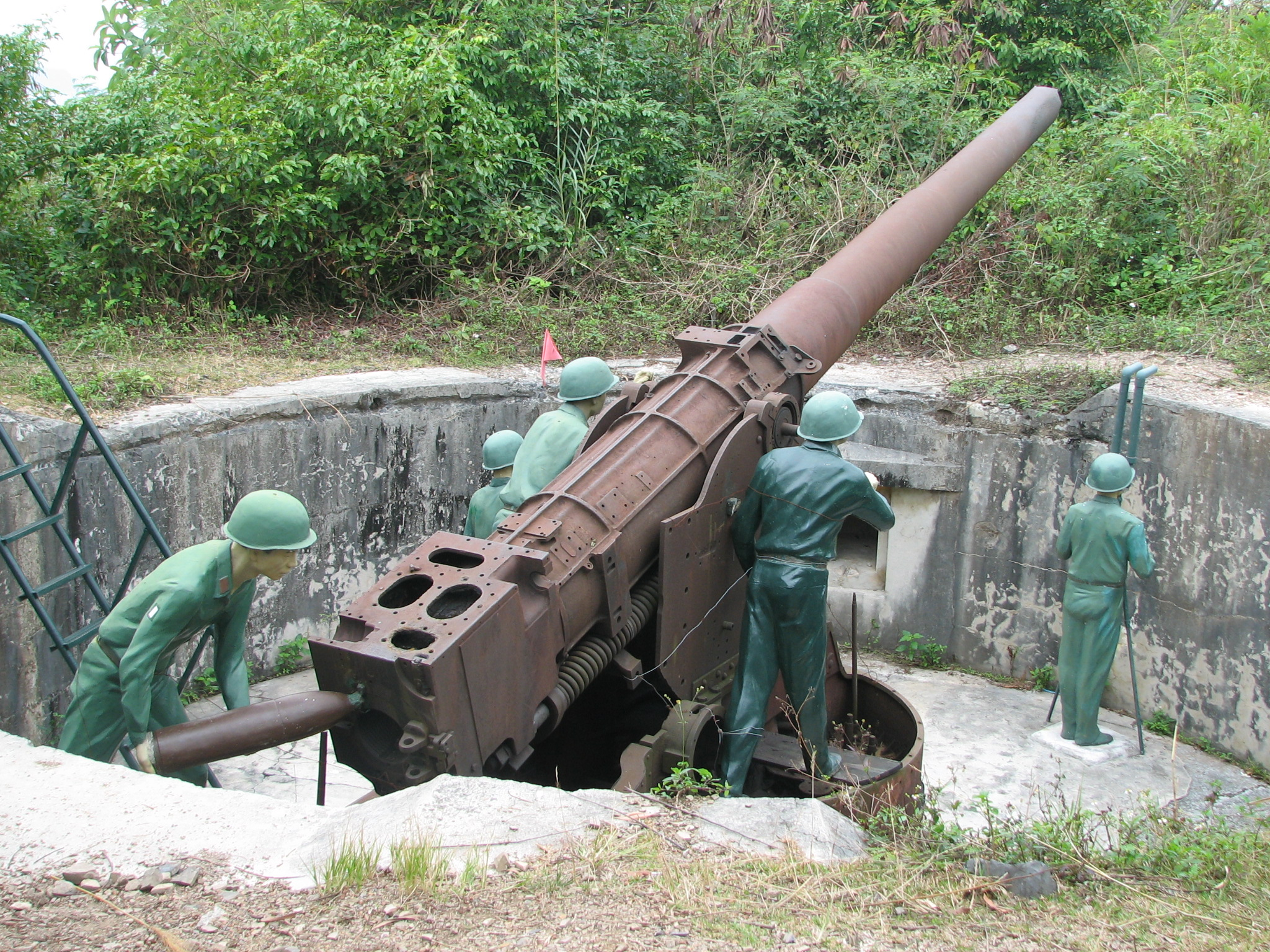
Pháo tự hành M110

Bài viết này liệt kê những vũ khí được sử dụng trong Chiến tranh Việt Nam. Đây là một cuộc chiến khốc liệt, kéo dài gần 20 năm giữa Quân đội Nhân dân Việt Nam, Mặt trận Dân tộc Giải phóng miền Nam Việt Nam với các lực lượng quân đội của Việt Nam Cộng Hòa, Hoa Kỳ, Hàn Quốc, Philippines, Thái Lan cùng lực lượng quốc phòng của Úc, Lực lượng Quốc phòng New Zealand và nhiều đội quân không chính quy.
Hầu hết tất cả đồng minh của Hoa Kỳ đều được trang bị vũ khí Mỹ, bao gồm M1 Garand, M1 Carbine, M14 và M16. Ngoài ra, Úc và New Zealand sử dụng L1A1 7.62 mm làm súng trường tiêu chuẩn, cùng với khẩu M16.
Quân đội Nhân dân Việt Nam thừa kế một bộ sưu tập vũ khí của Mỹ, Pháp, và Nhật Bản từ Chiến tranh thế giới thứ hai và Chiến tranh Đông Dương (ví dụ như Súng trường Arisaka kiểu 99 của Nhật Bản), nhưng phần lớn được vũ trang và cung cấp bởi Cộng hòa Miền Nam Việt Nam, Việt Nam Dân chủ Cộng hòa và của Khối Warszawa. Trong đó, đáng chú ý là Mìn chống người, K-50M (bản sao PPSh-41) và phiên bản "tự chế" của RPG-2 đã được Quân đội Nhân dân Việt Nam và Quân Giải phóng miền Nam Việt Nam tự sản xuất tại Bắc Việt. Ngoài ra, do thiếu vũ khí, nên lực lượng du kích và Quân Giải phóng miền Nam Việt Nam còn sử dụng một số vũ khí tự chế từ xưa như cung, Nỏ, bẫy chông, Rựa... Thậm chí tài liệu Hoa Kỳ đã ghi nhận những trường hợp trực thăng của họ bị bắn rơi bởi cung nỏ của du kích Việt Nam
Hoa Kỳ đã áp dụng hầu hết các vũ khí tân tiến nhất thời đó (chỉ trừ vũ khí hạt nhân). Một loạt các loại vũ khí đã được sử dụng bởi các quân đội khác nhau hoạt động trong Chiến tranh Việt Nam, bao gồm Quân đội Hoa Kỳ và Quân đội nhân dân Việt Nam và Mặt trận Dân tộc Giải phóng miền Nam Việt Nam và Cộng hòa Miền Nam Việt Nam và Quân Giải phóng miền Nam Việt Nam phục vụ trong Trung ương Cục miền Nam; tất cả các đơn vị của Quân đội Hoa Kỳ và đồng minh của họ là đội quân Chính quyền Sài Gòn Quân lực Việt Nam Cộng hòa của quốc gia Việt Nam Cộng hòa, Hàn Quốc, Australia, New Zealand, Thái Lan và quân đội Philippines.
Năm 1969, quân đội Mỹ đã xác định được 40 loại súng trường/súng carbine, 22 loại súng máy, 17 loại súng cối, 20 súng trường không giật hoặc các loại ống phóng tên lửa, chín loại vũ khí chống tăng, và 14 vũ khí phòng không được sử dụng bởi quân đội mặt đất của tất cả các bên. Ngoài ra lực lượng của Mỹ có 24 loại xe bọc thép và pháo tự hành, và 26 loại pháo và ống phóng tên lửa.
Qua 20 năm, tổng lượng vũ khí mà Quân đội Nhân dân Việt Nam và Quân Giải phóng miền Nam Việt Nam sử dụng nếu quy đổi thành tiền là khoảng 3,5 tỉ USD Trong khi đó, tổng lượng vũ khí mà quân đội Mỹ sử dụng có giá trị khoảng 141 tỷ USD, cùng với 16 tỷ USD vũ khí mà Mỹ viện trợ cho Quân lực Việt Nam Cộng hòa, tổng cộng là 157 tỷ USD (chưa kể khoản chiến phí của Hàn Quốc, Australia, New Zealand, Thái Lan cũng do Mỹ chi trả)

## Vũ khí của Việt Nam

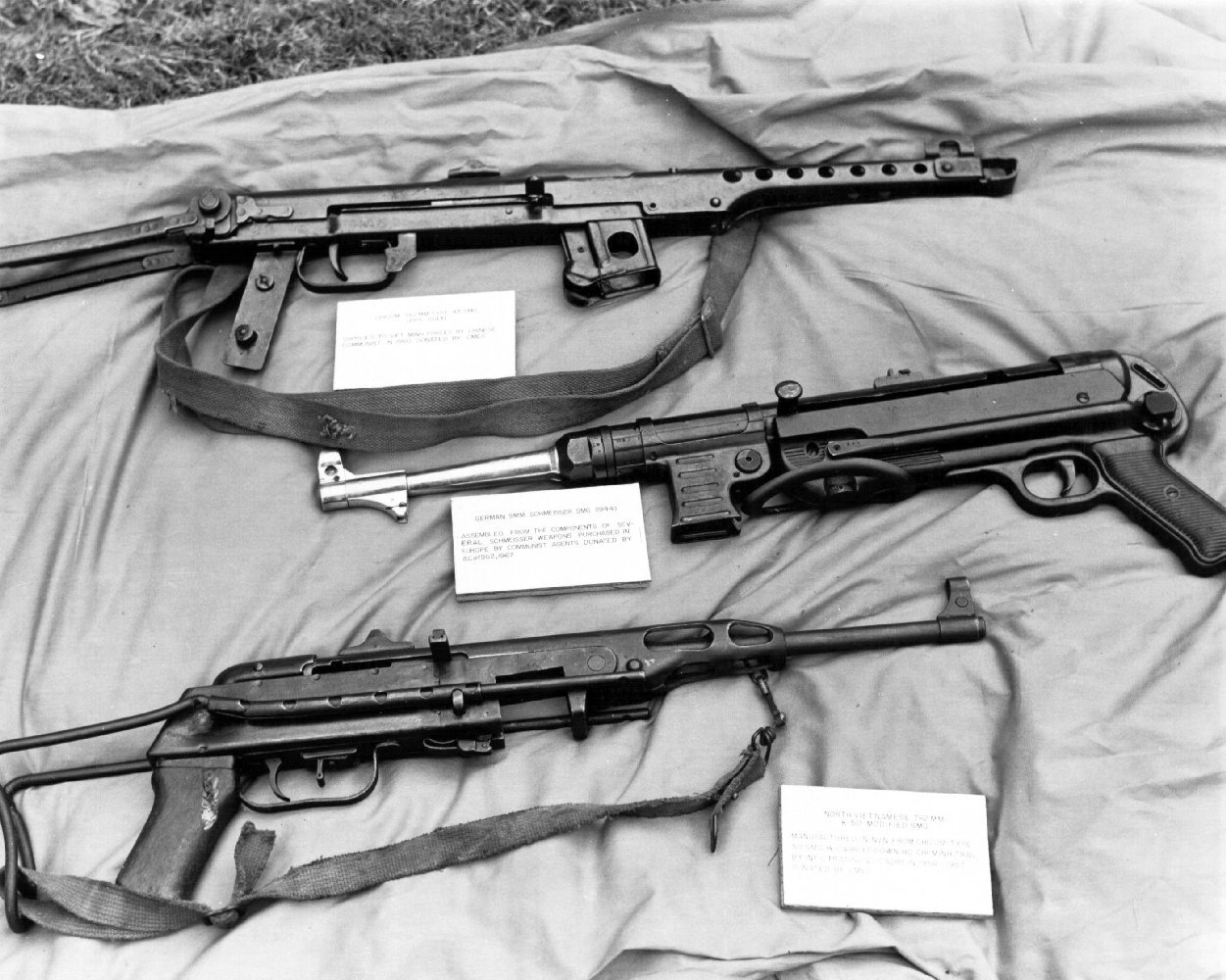
Các loại súng bị Quân Lực Việt Nam Cộng hòa, Mỹ, Hàn Quốc và Đồng minh tịch thu của Quân Giải phóng miền Nam Việt Nam

Trong giai đoạn đầu của cuộc chiến tranh, Quân đội Nhân dân Việt Nam chủ yếu sử dụng các loại vũ khí tịch thu (thường là do Mỹ sản xuất) hoặc vũ khí thô sơ, tự chế (ví dụ như bản sao của súng tiểu liên Thompson hay shotgun làm bằng ống thép mạ kẽm). Hầu hết những vũ khí bị tịch thu từ các tiền đồn của lực lượng dân quân Quân lực Việt Nam Cộng hòa đều có sức phòng thủ yếu.
Các lực lượng Quân Giải phóng chủ yếu trang bị vũ khí của Trung Quốc và Liên Xô và trong đó cũng có sử dụng rất nhiều vũ khí của Mỹ và trong đó có sử dụng vũ khí của Pháp, mặc dù một số đơn vị du kích Quân Giải phóng sử dụng vũ khí bộ binh phương Tây hoặc tịch thu từ các kho vũ khí của Pháp trong cuộc chiến tranh Đông Dương lần thứ nhất (như MAT-49), từ các đơn vị Quân lực Việt Nam Cộng hòa hoặc thông qua mua bán bất hợp pháp.
Vào mùa hè và mùa thu năm 1967, tất cả các tiểu đoàn của Mặt trận Dân tộc Giải phóng miền Nam Việt Nam đều được trang bị vũ khí do Liên Xô thiết kế, như súng trường tấn công AK-47 và vũ khí chống tăng RPG-7 (B41). Vũ khí của họ đa số là của Trung Quốc hoặc do Liên Xô sản xuất.

## Hoa Kỳ và đồng minh

### Vũ khí hóa học
Trong năm 1961 và 1962 chính quyền Kennedy được ủy quyền sử dụng hoá chất để tiêu diệt thảm thực vật và cây lương thực ở Miền Nam Việt Nam. Giữa năm 1961 và năm 1967, Không quân Mỹ đã rải xuống 12.000.000 US gallon chất diệt cỏ, chứa chất độc da cam (dioxin) trên 6.000.000 mẫu Anh (24.000 km ²) tán lá, cây và cây lương thực, ảnh hưởng đến 13% đất đai của Miền Nam Việt Nam. Việc sử dụng thuốc diệt cỏ cũng được dùng để lái xe của dân thường đua vào khu vực kiểm soát của Việt Nam Cộng hòa .
Năm 1997, một bài báo được xuất bản bởi Wall Street Journal báo cáo rằng nửa triệu trẻ em được sinh ra với dị tật liên quan đến dioxin, và những dị tật bẩm sinh ở Miền Nam Việt Nam đã gấp bốn lần những người ở Miền Bắc Việt Nam. Việc sử dụng chất độc da cam có thể đã trái với quy tắc quốc tế của chiến tranh lúc đó. Nó cũng lưu ý rằng rất có thể nạn nhân của một cuộc tấn công như vậy sẽ là trẻ em. Một nghiên cứu năm 1967 do cục Nông học của Hội đồng khoa học Nhật Bản đã kết luận rằng 3.800.000 mẫu Anh (15.000 km ²) đất đã bị phá hủy, giết chết 1000 thường dân và 13.000 vật nuôi (chưa kể đến di chứng lâu dài).

### Vũ khí cá nhân

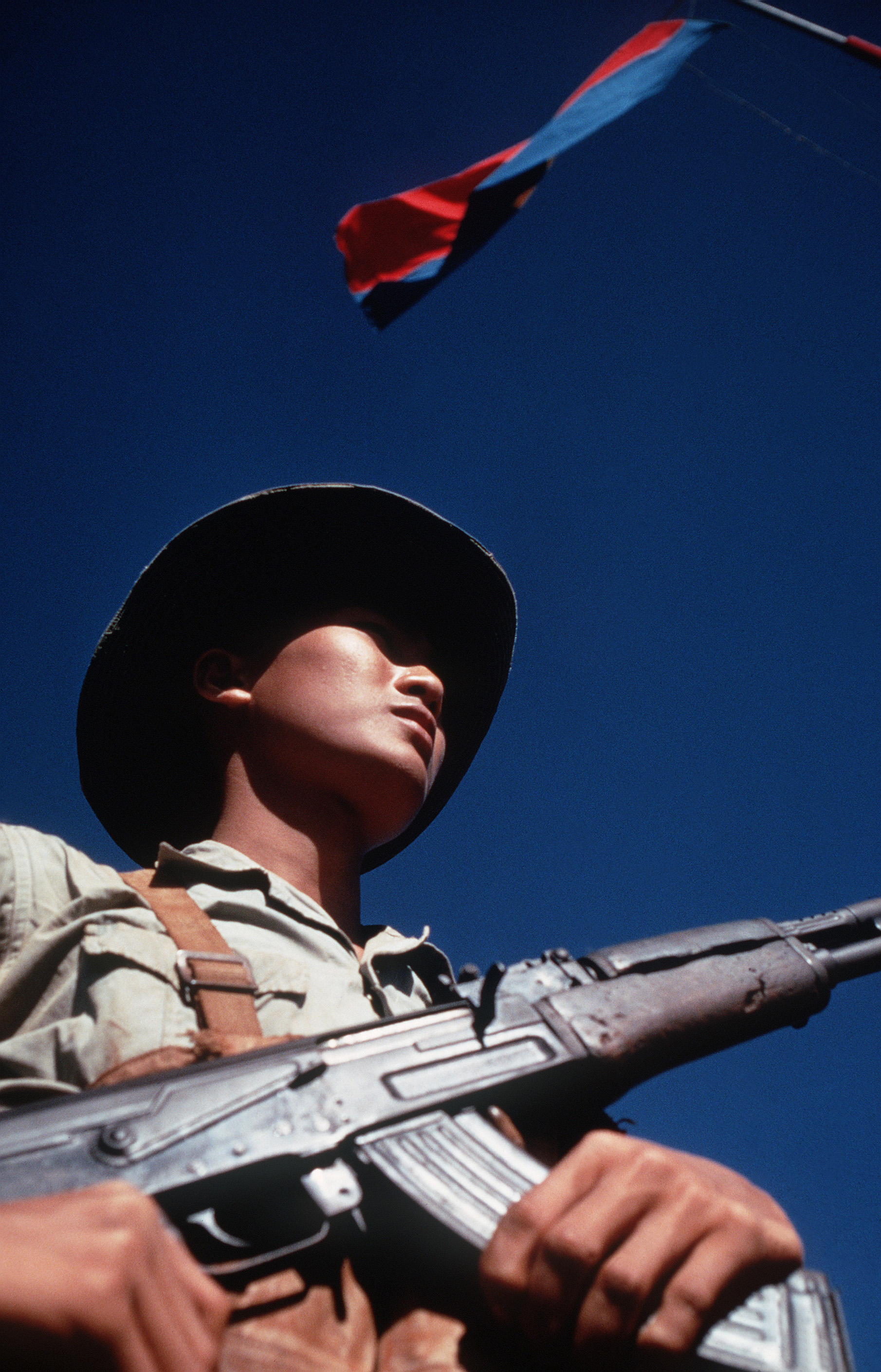
Một chiến sỹ Quân Giải phóng miền Nam Việt Nam đang đứng dưới lá cờ của Mặt trận Dân tộc Giải phóng miền Nam Việt Nam, trên tay anh đang cầm súng trường AK-47.

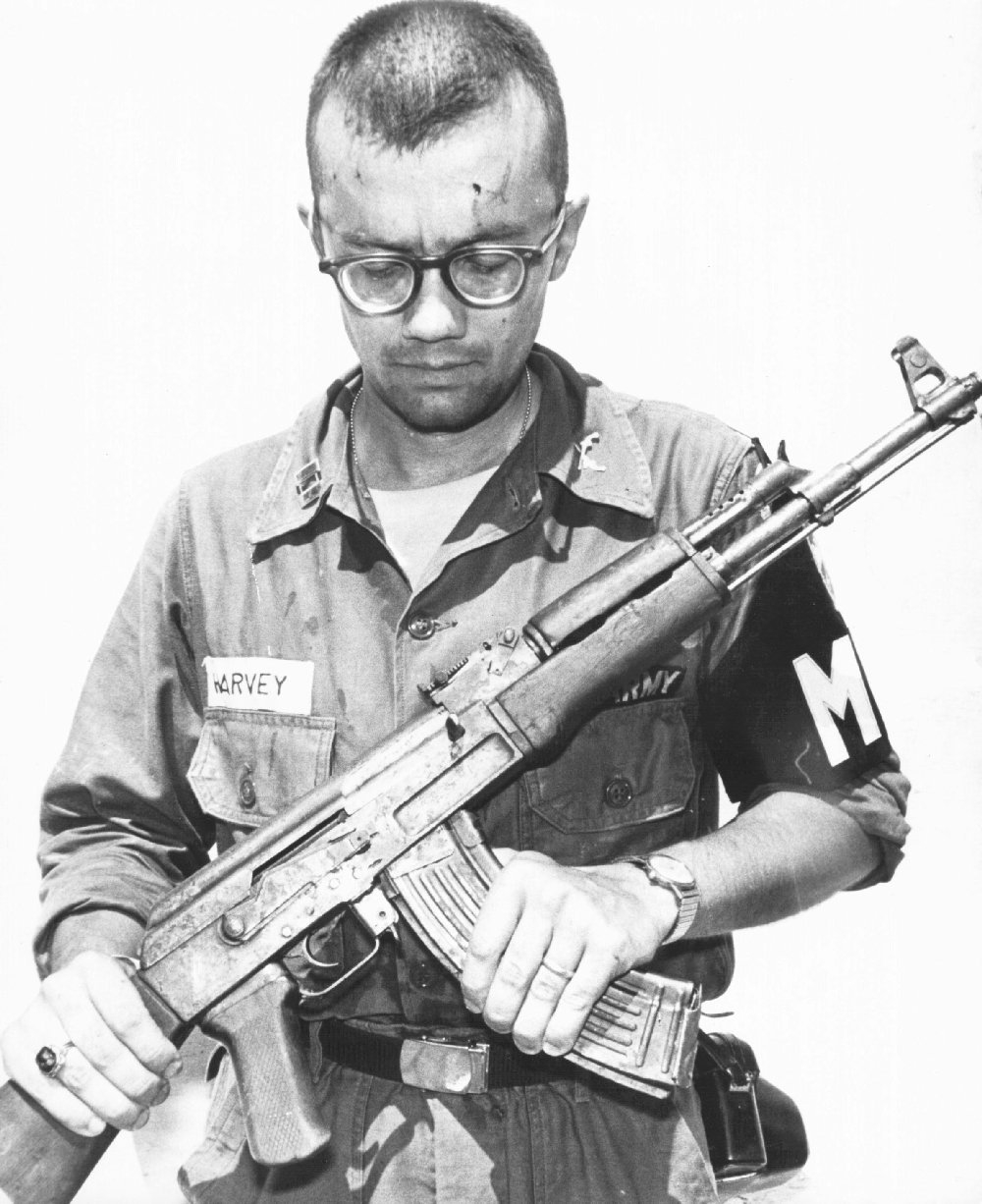
Một quân cảnh Hoa Kỳ đang kiểm tra một khẩu AK-47 (của Liên Xô) tịch thu tại Việt Nam vào năm 1968.

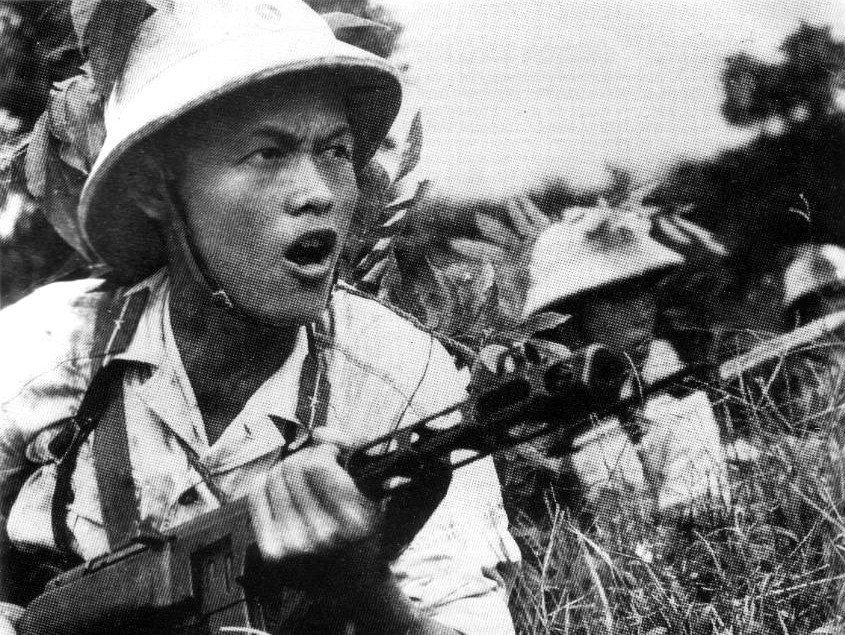
Một người lính Quân đội Nhân dân Việt Nam đang cầm PPSh-41

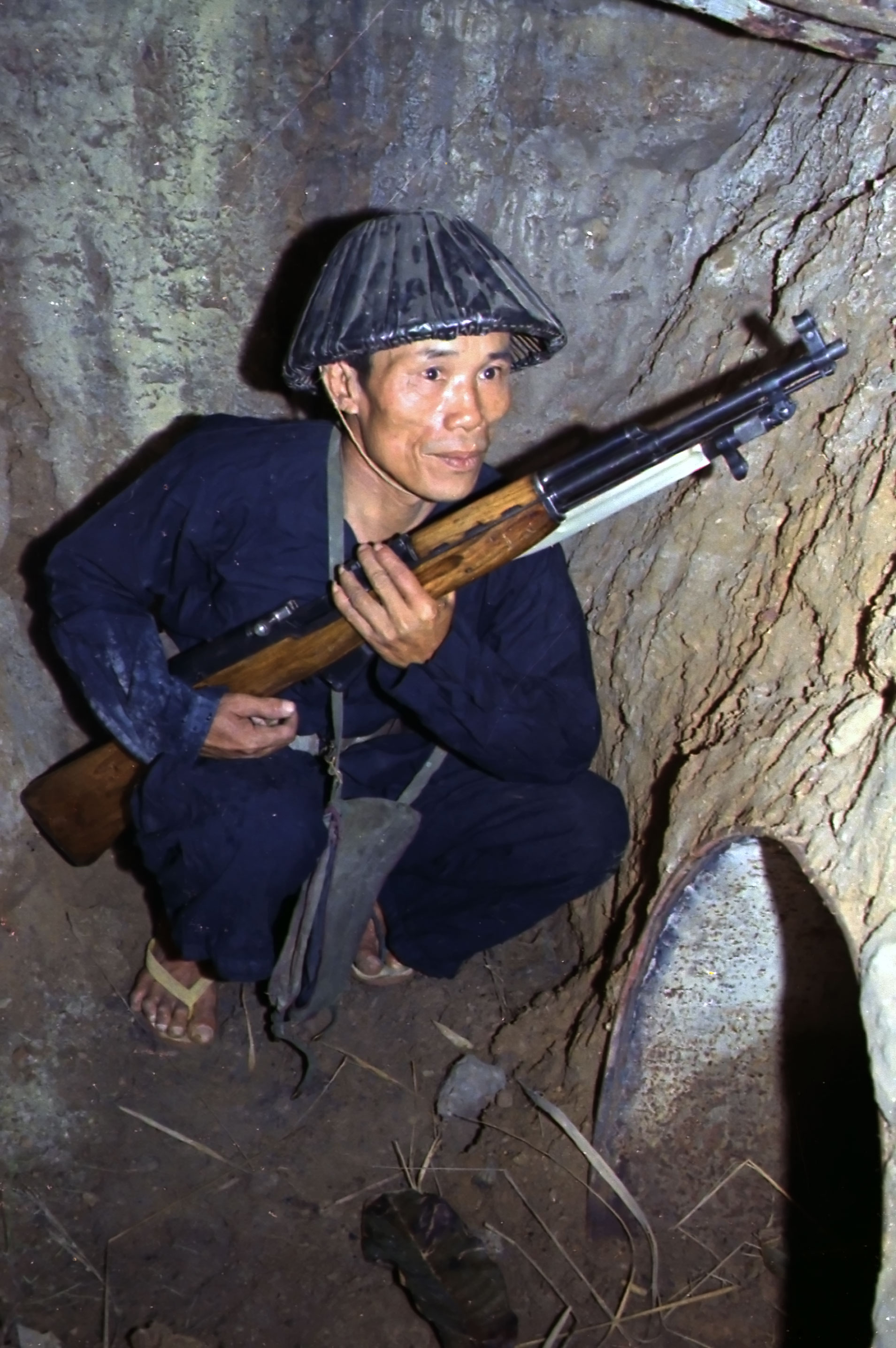
Du kích Việt Minh với khẩu súng trường bán tự động CKC

#### Vũ khí cận chiến (dao, lưỡi lê)

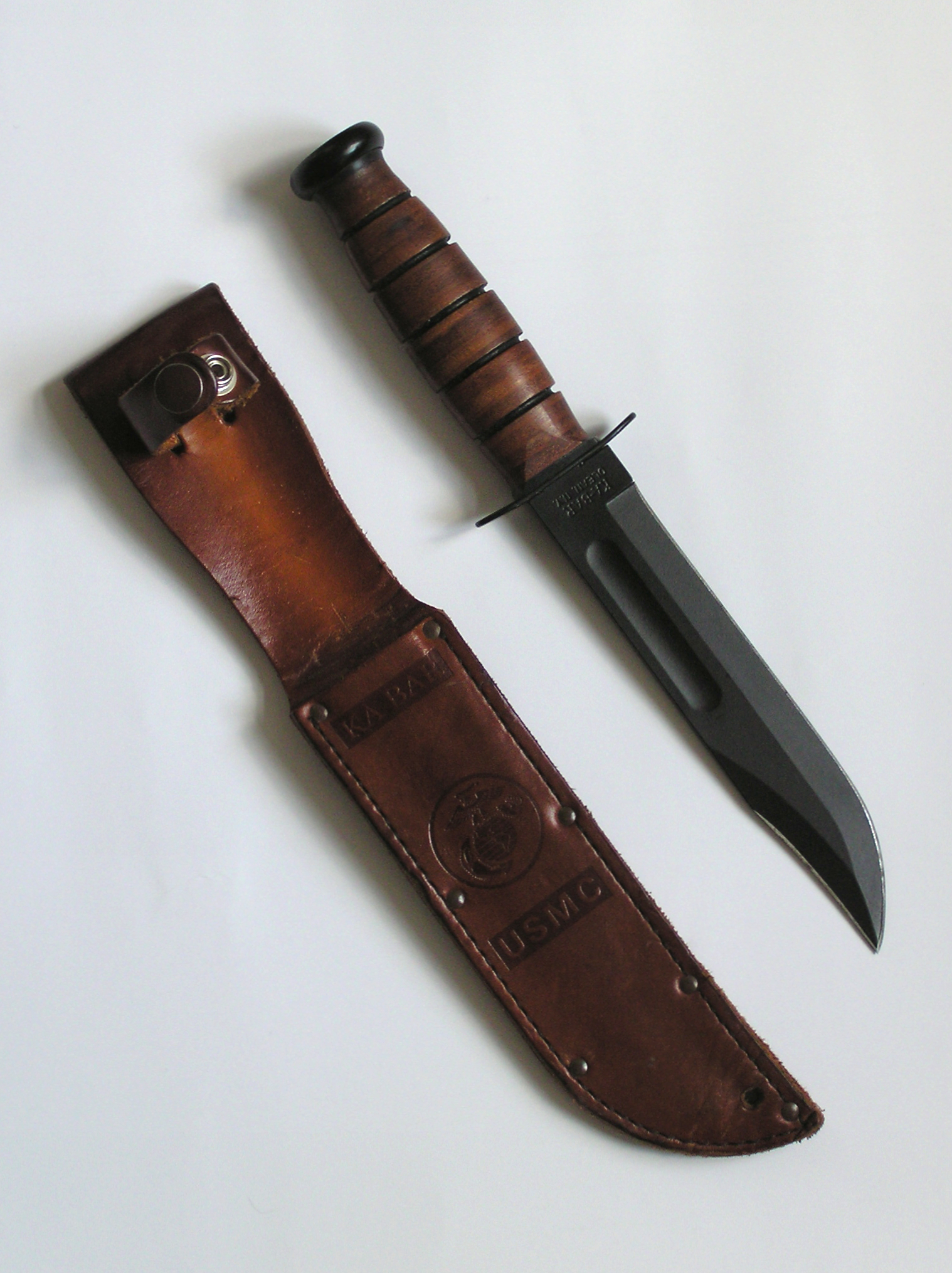
Dao KA-BAR là vũ khí cận chiến nổi tiếng nhất trong chiến tranh Việt Nam.

- Lưỡi lê L1A1 và L1A2 - sử dụng trên Súng trường tự nạp L1A1.[11]
- Lưỡi lê M1905 - sử dụng trên M1 Garand.[12]
- Lưỡi lê M1917 - sử dụng trên nhiều loại súng săn khác nhau.[11]
- Lưỡi lê M1 - sử dụng trên M1 Garand.[12]
- Dao chiến đấu M3 [13]
- Lưỡi lê M4 - sử dụng trên M1 và M2 Carbine.
- Lưỡi lê M5 - sử dụng trên M1 Garand.[11]
- Lưỡi lê M6 - sử dụng trên M14.[11]
- Lưỡi lê M7 - sử dụng trên M16.[11]
- Ka-Bar - được sử dụng bởi Quân đội Mỹ, Hải quân Mỹ và Thủy quân lục chiến Hoa Kỳ.[14][15]
- Gerber Mark II - sử dụng bởi Quân đội Hoa Kỳ.
- Randall Made Knives - được mua bởi một số lính Mỹ.[16]
- Lưỡi lê của M1905, M1917, M1 Garand, M1 Carbine và Lee-Enfield đã được rút ngắn và chỉnh sửa lại thành dao chiến đấu.[cần dẫn nguồn]

#### Súng ngắn và súng ngắn ổ xoay
- Colt M1911A1 - Súng ngắn tiêu chuẩn của Quân đội Hoa Kỳ và Quân lực Việt Nam Cộng hòa.[17][18]
- Browning Hi-Power Mk III - được sử dụng bởi lực lượng Úc và New Zealand (phiên bản L9).[19] Ngoài ra, cũng có một số thông tin không chính thức cho rằng nó cũng được sử dụng bởi các đơn vị trinh sát và Lực lượng Delta.[20]
- Colt Model 1903 Pocket Hammerless - sử dụng bởi các sĩ quan Quân đội Hoa Kỳ. Được thay thế bởi Colt Commander vào giữa những năm 1960.
- Colt Commander
- Colt Detective Special - Súng ngắn ổ xoay .38 Special, được sử dụng bởi một số sĩ quan Quân lực Việt Nam Cộng hòa.[18]
- Colt Police positive Special - Súng ngắn ổ xoay .38 Special, được sử dụng bởi Không quân Hoa Kỳ và lính chuột cống.[21]
- High Standard HDM - Súng ngắn được giảm thanh hoàn toàn, thay thế bởi Mark 22 Mod 0 vào giai đoạn sau cuộc chiến.[22]
- Ingram MAC-10 - Súng ngắn liên thanh được sử dụng bởi các Lực lượng Delta.[22]
- Luger P08 - do CIA cung cấp.[23]
- Walther PPK với Ống giảm thanh (lực lượng SOG)
- Walther P38 - do CIA cung cấp.[23]
- Ruger MK II với Ống giảm thanh (Nhóm Triển khai Chiến tranh Đặc biệt Hải quân Hoa Kỳ - Hải quân Hoa Kỳ)
- M1892 - một số mẫu bị tịch thu và được đưa vào sử dụng với số lượng hạn chế.
- Quiet Special Purpose Revolver - súng ngắn ổ xoay 40. S&W được lính chuột cống sử dụng.
- Smith & Wesson Model 10 - Súng ngắn ổ xoay .38 Special được trang bị cho binh sĩ VNCL,[24] Quân đội Hoa Kỳ, phi công Không quân Hoa Kỳ[25] và Lính chuột cống.[21]
- Smith & Wesson Model 12 - được mang theo bởi các phi công thuộc Không quân Hoa Kỳ.
- Smith & Wesson Model 15 - Súng ngắn ổ xoay .38 Special được mang theo bởi các đơn vị cảnh sát an ninh Không quân Hoa Kỳ.
- Smith & Wesson Model 27 - Súng ngắn ổ xoay .357 Magnum được mang theo bởi MACVSOG.
- Smith & Wesson Mark 22 Mod.0 "Hush Puppy" - Súng ngắn được sử dụng bởi SEAL của Hải quân Hoa Kỳ và các lực lượng hoạt động đặc biệt khác của Hoa Kỳ là Lực lượng Delta.[22]
- M1917 - [[Súng ngắn ổ xoay .45 ACP[26] được sử dụng bởi các lực lượng Miền Nam Việt Nam]] và Hoa Kỳ trong đầu cuộc chiến cùng với Model 10 của Smith & Wesson. Súng ngắn trở nên nổi tiếng khi được sử dụng bởi Lính chuột cống.

#### Súng trường

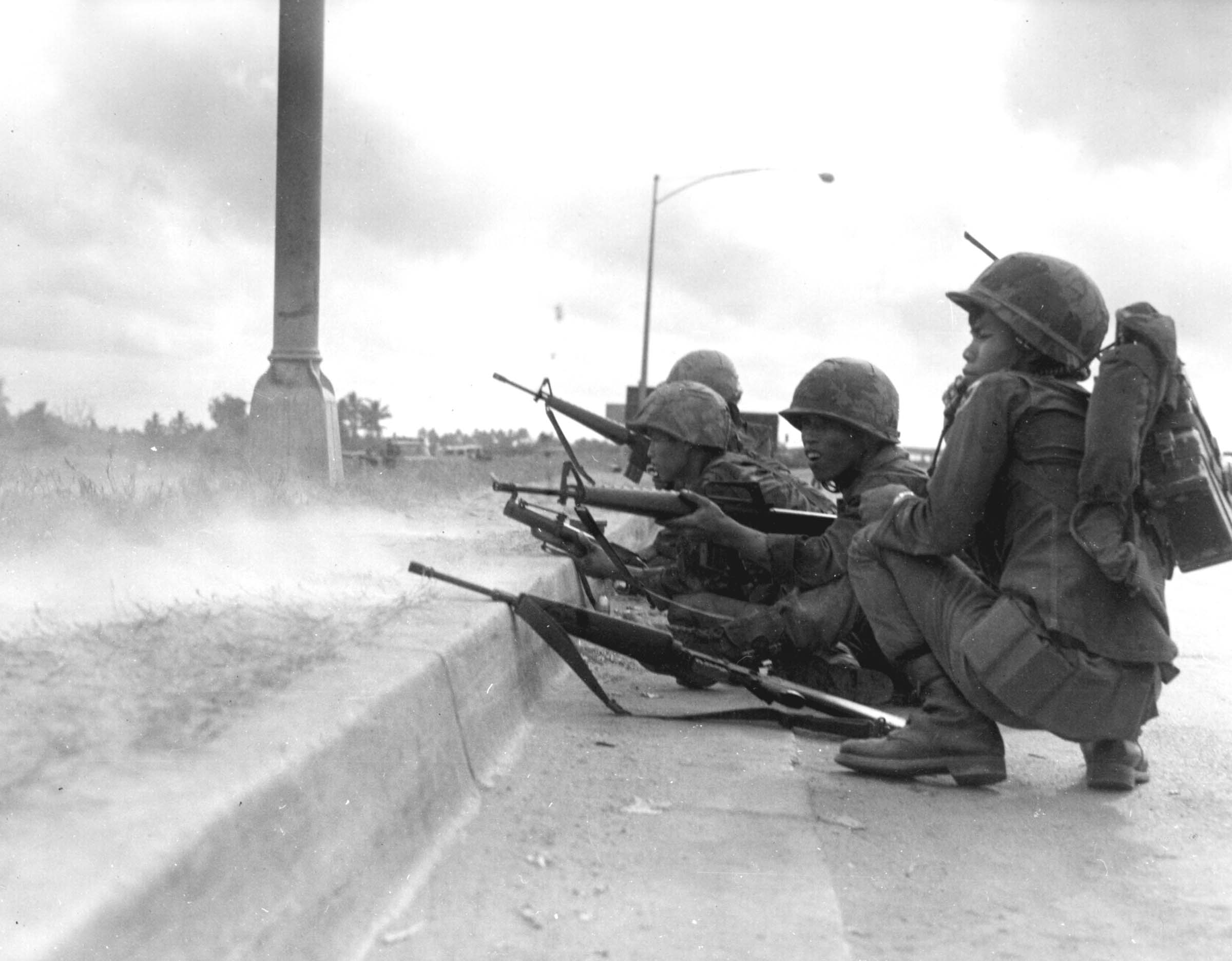
Biệt động quân Việt Nam Cộng hòa với súng trường M16 ở Sài Gòn trong Sự kiện Tết Mậu Thân.

- Súng trường tự nạp L1A1 - Được sử dụng bởi binh sĩ Úc và New Zealand tại Việt Nam Cộng hòa.[27]

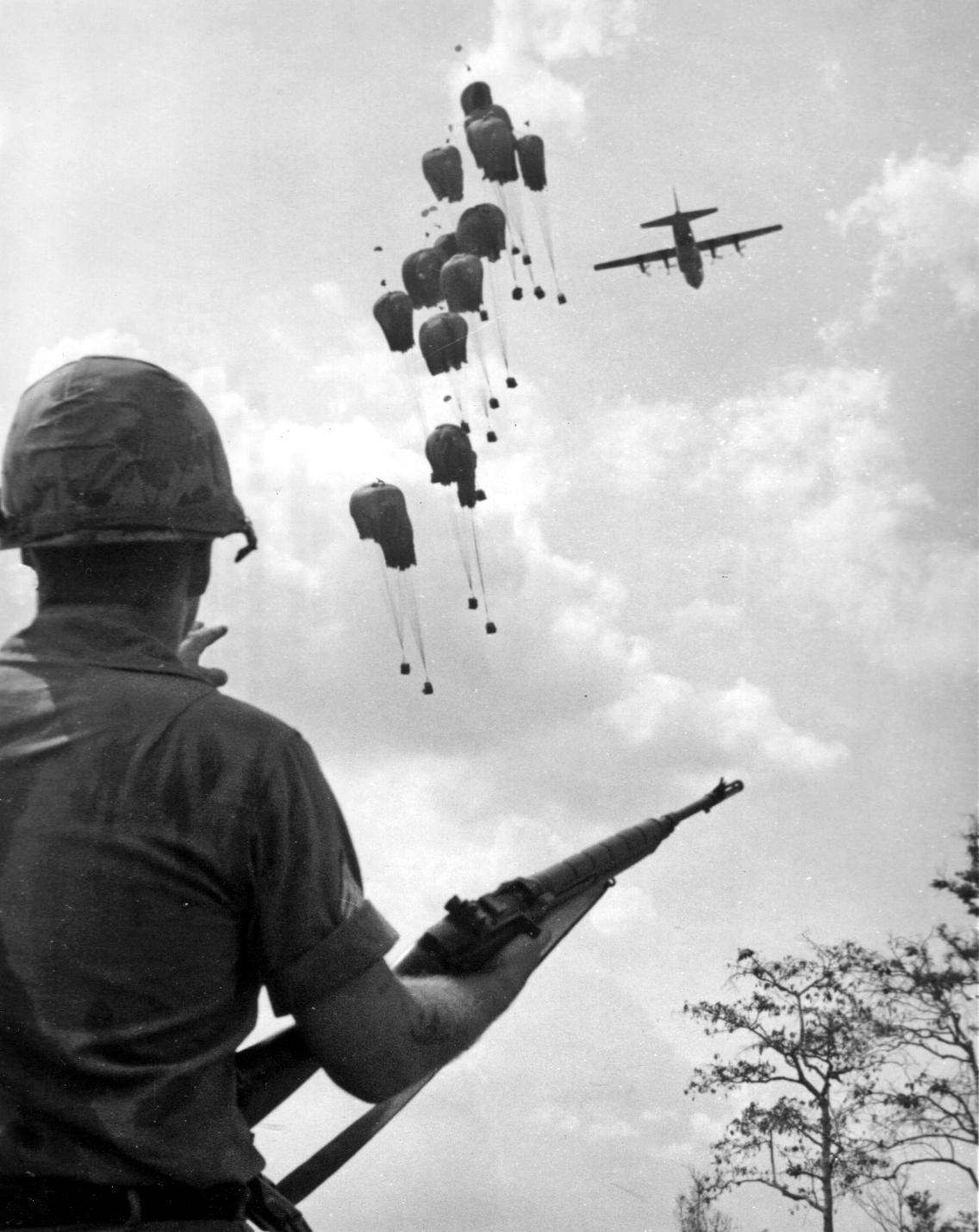
Một lính Mỹ sử dụng súng trường M14 đang quan sát những hòm tiếp tế được thả xuống ở Việt Nam, 1967.

- M1 Garand - được sử dụng bởi binh sĩ VNCH và Hàn Quốc.[28]
- M1, M1A1 và M2 Carbine - được sử dụng bởi Quân đội, Cảnh sát và An ninh VNCH, Hàn Quốc, Quân đội Hoa Kỳ và Lào do Hoa Kỳ cung cấp.

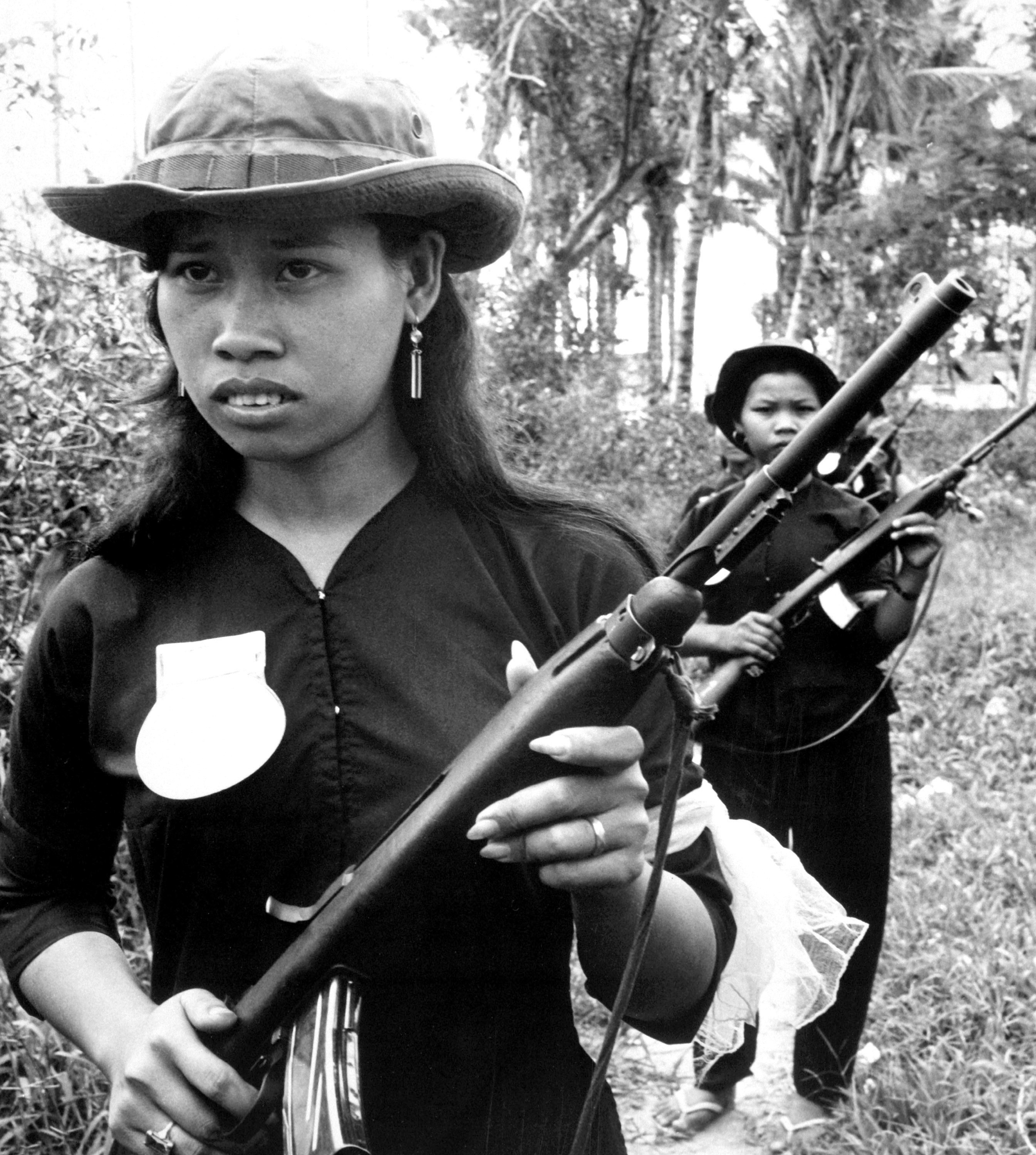
dân quân tự vệ Nam Việt Nam với súng carbine M1.

- Súng trường M14 - được hầu hết quân đội Hoa Kỳ sử dụng từ giai đoạn đầu của cuộc chiến cho đến năm 1967–68, khi nó được thay thế bởi M16.
- CAR-15 - biến thể carbine của M16 được sản xuất với số lượng rất hạn chế, được sử dụng trong các hoạt động đặc biệt từ rất sớm. Sau đó được thay thế bằng phiên bản nâng cấp XM177.
- XM177 (Colt Commando)/GAU-5 - bản nâng cấp của CAR-15, được MACV-SOG, Không quân Hoa Kỳ và Quân đội Hoa Kỳ sử dụng nhiều.
- Stoner 63 – được sử dụng bởi SEAL và Thủy quân lục chiến Hoa Kỳ.
- T233 - một bản sao của Heckler & Koch HK33, được chế tạo theo giấy phép của Harrington & Richardson và được sử dụng với số lượng nhỏ bởi các đội SEAL. Mặc dù H&R T223 nặng hơn 0,9 pound (0,41 kg) so với M16A1 khi không có hộp đạn, tuy nhiên súng trường lại có hộp tiếp đạn bốn mươi viên và điều này khiến nó trở nên hấp dẫn đối với các binh sĩ SEAL.
- XM16E1 và M16A1: phiên bản M-16 đầu tiên có vấn đề và được thay thế bằng M16A1. Sau năm 1968 đã được cấp cho lực lượng đặc biệt và sau đó bộ binh vào một hoặc hai năm sau đó.
- ArmaLite AR-10 được sử dụng bởi Hải quân Hoa Kỳ hạn chế trong những năm đầu của cuộc chiến.
- T233 súng Heckler & Kock G3 phiên bản hạn chế chỉ dành riêng cho lính Hải Quân Seal Mỹ

#### Súng trường bắn tỉa/thiện xạ
- M1C/D Garand và MC52 - được sử dụng bởi các cố vấn CIA, Thủy quân lục chiến Hoa Kỳ và Hải quân Hoa Kỳ trong đầu cuộc chiến.[29][30] Khoảng 520 khẩu được viện trợ cho QLVNCH và 460 khẩu cho Thái Lan.[31]
- M1903A4 Springfield - được Thủy quân lục chiến Hoa Kỳ sử dụng vào đầu Chiến tranh Việt Nam, được thay thế bởi M40.[30]
- Hệ thống vũ khí bắn tỉa M21 - biến thể Súng bắn tỉa của Súng trường M14 được sử dụng bởi Quân đội Hoa Kỳ.[32]
- M40 (Remington Model 700) - súng trường bắn tỉa nạp đạn bằng khóa nòng thay thế cho M1903A4 Springfield và Winchester Model 70; được sử dụng bởi Thủy quân lục chiến Hoa Kỳ.[30]
- Parker-Hale M82 - được sử dụng bởi Quân đoàn Úc và New Zealand.[19]
- Winchester Model 70 - được sử dụng bởi Thủy quân lục chiến Hoa Kỳ.[30]

#### Súng tiểu liên
- Beretta M12 - được sử dụng bởi các đơn vị an ninh tại Đại sứ quán Hoa Kỳ với số lượng hạn chế.
- Carl Gustav M/45 - được sử dụng bởi SEALs vào đầu cuộc chiến, nhưng sau đó được thay thế bởi Smith & Wesson M76 vào cuối những năm 1960. Một số lượng đáng kể cũng được sử dụng bởi Nam Việt Nam, và một số ít đã được sử dụng ở Lào bởi các cố vấn và binh sĩ Lào.
- Smith & Wesson M76 - bản sao của Carl Gustaf m/45. Rất ít khẩu thực sự được chuyển đến lực lượng SEAL tại Việt Nam.
- Súng tiểu liên F1 - thay thế Owen Gun của Úc.
- M3 Grease Gun - súng tiểu liên tiêu chuẩn của Hoa Kỳ, cũng được Nam Việt Nam sử dụng.
- M50/55 Reising - một số ít khẩu đã được MACVSOG và các lực không chính huy khác sử dụng.
- Madsen M/50 - được sử dụng bởi lực lượng Nam Việt Nam, do CIA cung cấp.
- Súng tiểu liên MAS-38 - được sử dụng bởi dân quân Nam Việt Nam.
- Súng tiểu liên MAT-49 - được sử dụng bởi dân quân Nam Việt Nam với số lượng hạn chế.
- Súng tiểu liên MP-40 - được sử dụng bởi các lực lượng Nam Việt Nam, do CIA cung cấp.
- Owen Gun - súng tiểu liên tiêu chuẩn của Úc trong giai đoạn đầu của cuộc chiến, sau đó được thay thế bằng F1.
- Súng tiểu liên Sten - được sử dụng bởi các lực lượng hoạt động đặc biệt của Hoa Kỳ, thường được gắn nòng giảm thanh.
- Súng tiểu liên Sterling - được sử dụng bởi Không quân Hoàng gia Úc và các đơn vị hoạt động đặc biệt khác.
- Súng tiểu liên Thompson - thường được sử dụng bởi quân đội Nam Việt Nam, và với số lượng nhỏ bởi các đơn vị pháo binh và lính trực thăng Hoa Kỳ, chủ yếu là phiên bản M1A1 hoặc Tiểu liên Thompson được sử dụng rộng rãi trong Chiến tranh thế giới lần thứ hai (1939-1945) hoặc là Chiến tranh Đông Dương lần thứ nhất
- Uzi - được sử dụng bởi các lực lượng hoạt động đặc biệt và một số đơn vị Nam Việt Nam, được cung cấp từ Israel.
- Súng tiểu liên PPSh-41, PPS-43, K43, K-50M... - được sử dụng bởi quân giải phóng Miền Nam Việt Nam, bị Hoa Kỳ và Đồng Minh tịch thu trong chiến đấu.

#### Shotgun

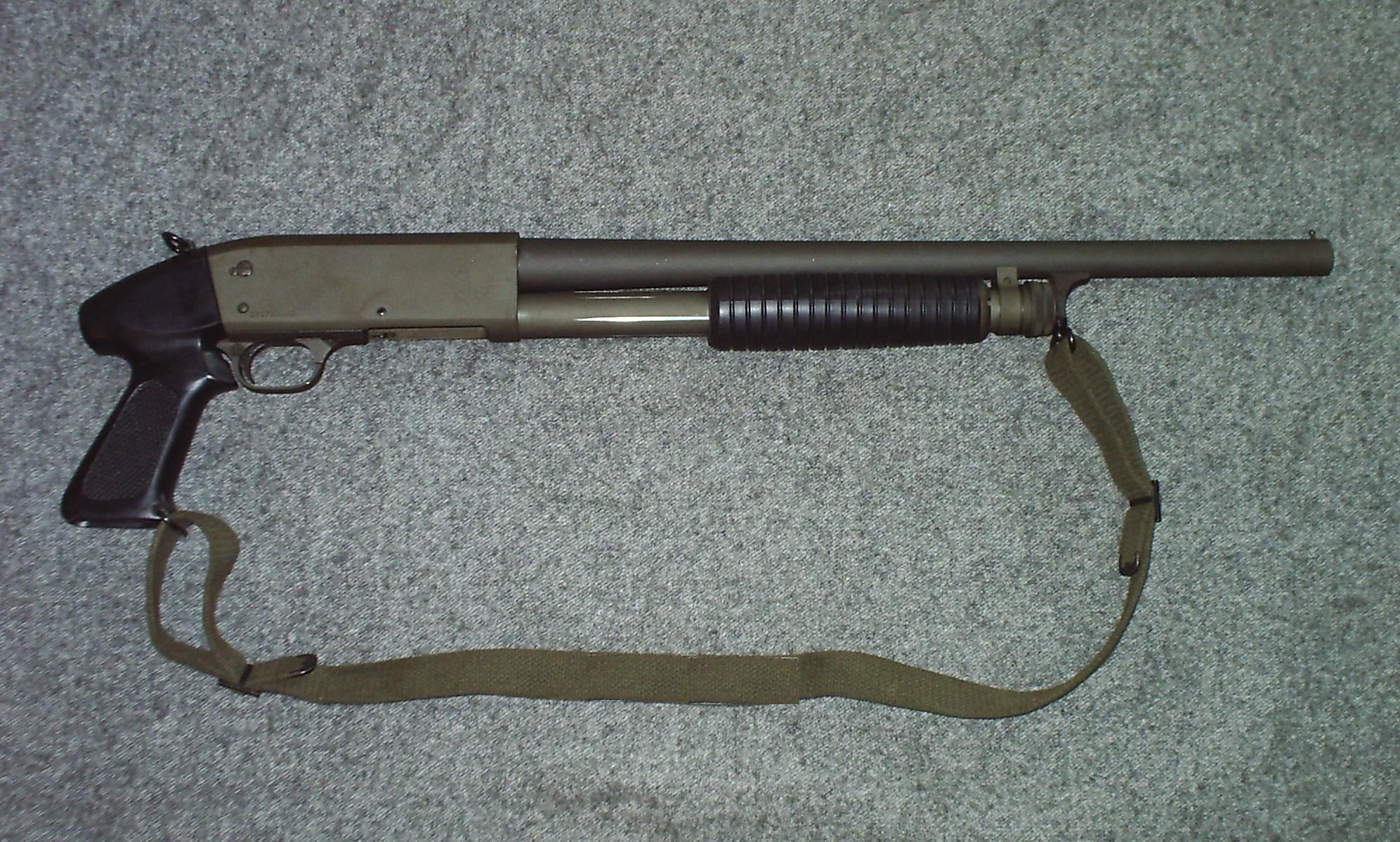
Ithaca 37

Shotgun được sử dụng làm vũ khí cá nhân để tuần tra trong rừng; các đơn vị bộ binh được TO&E (Table of Organization & Equipment). Shotgun không phải là vũ khí chung đối với tất cả lính bộ binh, nhưng đôi lúc nó được được sử dụng trong một số đơn vị, ví dụ như mỗi tiểu đội, v.v.
- Ithaca 37 - shotgun nạp đạn kiểu bơm được sử dụng bởi Hoa Kỳ và QLVNCH.
- Remington Model 10 - shotgun nạp đạn kiểu bơm được sử dụng bởi Hoa Kỳ.
- Remington Model 11-48 - shotgun bán tự động được sử dụng bởi Quân đội Hoa Kỳ.
- Remington Model 31 - shotgun nạp đạn kiểu bơm được sử dụng bởi Quân đội Hoa Kỳ, SEALs và QLVNCH.
- Remington Model 870 - shotgun nạp đạn kiểu bơm được sử dụng bởi Thủy quân lục chiến, Quân đội và Hải quân Hoa Kỳ sau năm 1966.
- Remington 7188 - shotgun chọn chế độ bắn, chỉ nằm ở giai đoan thử nghiệm do thiếu độ tin cậy. Được sử dụng bởi SEALs thuộc Hải quân Hoa Kỳ.
- Savage Model 69E - shotgun nạp đạn kiểu bơm được sử dụng bởi Quân đội Hoa Kỳ.
- Savage Model 720 - shotgun bán tự động.
- Stevens Model 77E - shotgun nạp đạn kiểu bơm được sử dụng bởi các lực lượng Lục quân và Thủy quân lục chiến. Gần 70.000 khẩu Model 77E đã được quân đội mua để sử dụng ở Đông Nam Á vào những năm 1960. Súng cũng rất phổ biến với QLVNCH vì kích thước nhỏ của nó.
- Stevens Model 520/620
- Winchester Model 1912 - được sử dụng bởi Thủy quân lục chiến Hoa Kỳ.
- Winchester Model 1200 - shotgun nạp đạn kiểu bơm được sử dụng bởi quân đội Hoa Kỳ.
- Winchester Model 1897 - được sử dụng bởi Thủy quân lục chiến trong giai đoạn đầu của cuộc chiến.

#### Súng máy
- Súng máy M60 - súng máy đa chức năng tiêu chuẩn cho các lực lượng Hoa Kỳ, ANZAC và QLVNCH trong suốt cuộc chiến.

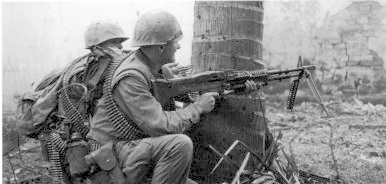
Lính Thủy quân lục chiến Hoa Kỳ đang bắn súng máy M60 trong Trận Mậu Thân tại Huế.

- Colt Machine Gun - súng máy hạng nhẹ thử nghiệm được SEAL Team 2 sử dụng vào năm 1970.
- M1918 Browning Automatic Rifle - được Quân lực Việt Nam Cộng hòa sử dụng trong giai đoạn đầu của cuộc chiến; nhiều khẩu cũng được cung cấp cho Lào và được sử dụng bởi các binh sĩ Lào, phổ biến với phiên bản BAR M1918A2
- L2A1 AR là phiên bản súng máy tự động của SLR L1A1 và được sử dụng bởi lực lượng ANZAC.
- Súng máy hạng nhẹ FM 24/29 - được sử dụng bởi dân quân Miền Nam Việt Nam.
- Súng máy RPD (và Kiểu 56) - tịch thu và được sử dụng bởi các đội trinh sát của Lực lượng tấn công cơ động, MAC-V-SOG và các lực lượng hoạt động đặc biệt khác. Súng cũng thường hay được chỉnh sửa, trong đó phổ biến nhất là cưa nòng súng.
- Stoner M63a Commando & Mark 23 Mod.0 - được sử dụng bởi SEALS và được thử nghiệm bởi đội Recon.
- M134 Minigun - súng máy 7.62mm gắn trên các phương tiện cơ giới (hiếm)., chủ yếu gắn trên máy bay trực thăng và máy bay trinh sát tầm thấp.
- Súng máy M1917 Browning - súng máy hạng nặng.30 cal cung cấp cho Chính quyền Sài Gòn là Quân lực Việt Nam Cộng hòa và cũng được Quân đội Hoa Kỳ sử dụng hạn chế.
- Súng máy hạng trung M1919 Browning (và các biến thể như M37) - súng máy gắn trên xe. [68] Trong khi đó, nó cũng được sử dụng bởi các lực lượng bộ binh miền Nam.
- Súng máy M73 - súng máy gắn trên xe tăng.
- Súng máy hạng nặng Browning M2HB

#### Lựa đạn và mìn

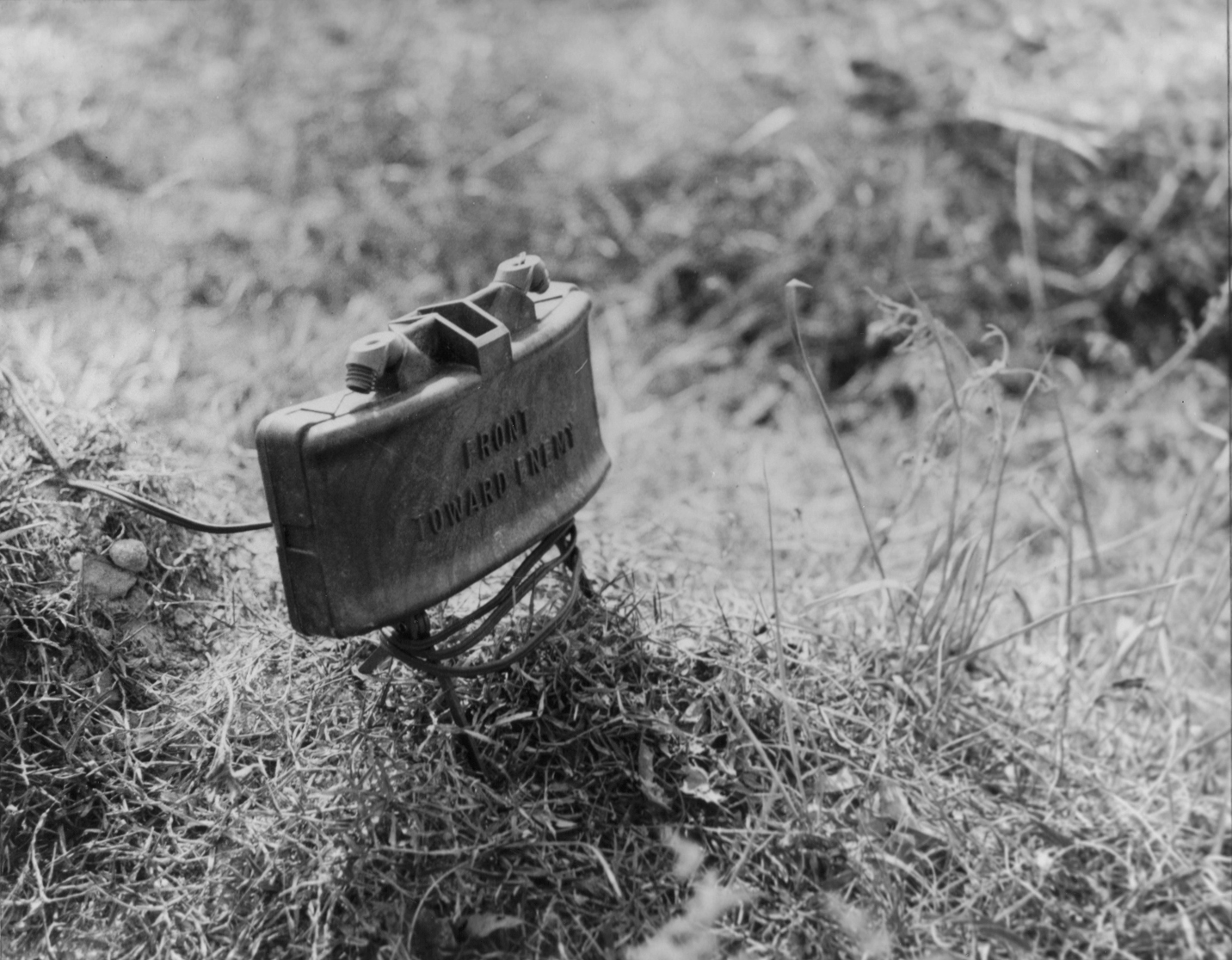
Mìn chống người Claymore được sử dụng tại Việt Nam.

- Lựu đạn Mk.2
- Mìn M-18A1 Claymore
- Lựu đạn M61
- Lựu đạn M-26
- Lựu đạn khói M18
- Lựu đạn khói WP M34
- Lựu đạn F1

#### Súng phóng lựu và súng phun lửa
- Súng phóng lựu M-79
- Súng phóng lựu M203 được sử dụng vào cuối cuộc chiến bởi lực lượng đặc biệt.
- Súng phóng lựu China Lake NATIC được sử dụng bởi Navy SEALs
- Súng phóng lựu XM148
- Súng phóng lựu tự động Mk.19
- Súng phun lửa M-1/M-2

### Vũ khí hỗ trợ bộ binh
- Súng không giật M18 recoilless 57mm
- Súng không giật M20 recoilless 75mm
- Súng không giật M67 recoilless 90mm
- Súng không giật M40 recoilless 106mm
- Súng cối M19 60mm
- Súng cối M29 81mm
- Súng cối M30 107mm
- M20 Super Bazooka được sử dụng chủ yếu bởi Thủy quân Lục chiến Hoa Kỳ trước M72 LAW
- M72 LAW
- FIM-43 Redeye MANPADS (Man-Portable Air-Defend System)

### Pháo
- Pháo Pack Howitzer M1 75mm
- Pháo M102 Howitzer 105mm
- Pháo M2A1 Howitzer 105 mm
- Pháo L5 (Aust) 105 mm
- Pháo tự hành M109 155 mm
- Pháo M107 Self-Propelled Gun 175 mm
- Pháo tự hành M110

#### Đạn pháo
- Đạn phosphor trắng "Willy Peter"
- Đạn HE
- Đạn Canister
- Đạn Beehive

### Máy bay chiến đấu và máy bay ném bom
- Máy bay cường kích A-1 Skyraider
- Máy bay cường kích A-37 Dragonfly
- Máy bay tiêm kích sử dụng với vai trò là máy bay chiến đấu F-5 Freedom Fighter
- Máy bay chiến đấu đa nhiệm A-4 Skyhawk
- Máy bay chiến đấu đa nhiệm A-7 Corsair II
- Trực thăng chiến đấu AH-1 Cobra
- Gunship AC-47 Spooky
- Gunship AC-130 "Spectre"
- Gunship AC-119G "Shadow"
- Gunship AC-119K "Stinger"
- Máy bay ném bom hạng nặng B-52 Stratofortress
- Máy bay ném bom hạng vừa B-57 Canberra - được sử dụng bởi Không quân Hoa Kỳ
- Máy bay ném bom hạng vừa Canberra B.20 của Không quân Hoàng gia Australia
- Máy bay kiêm kích-ném bom F-4 Phantom II
- Máy bay kiêm kích-ném bom F-8 Crusader
- Máy bay tiêm kích-ném bom F-105 Thunderchief
- Máy bay tiêm kích-ném bom F-100 Super Sabre
- Máy bay tiêm kích-ném bom/máy bay do thám F-101 Voodoo (RF-101)
- Máy bay chiến đấu F-102 Delta Dagger
- Máy bay chiến đấu F-104 Starfighter
- Máy bay ném bom hạng trung F-111 Aardvark
- Trực thăng vận tải/trực thăng trinh sát OH-6 Cayuse
- Trực thăng vận tải/trực thăng trinh sát OH-58 Kiowa
- Máy bay chiến đấu hạng nhẹ/máy bay trinh sát OV-10 Bronco
- Trực thăng UH-1 "Huey" với vai trò gunship (mô hình)

### Máy bay hỗ trợ
- Máy bay vận tải chiến thuật C-123 Provider
- Máy bay vận tải chiến thuật C-130 Hercules
- Máy bay vận tải chiến thuật C-141 Starlifter
- Trực thăng UH-1 Iroquois
- Trực thăng nâng hàng hạng vừa CH-47 Chinook
- Máy bay vận tải chiến thuật C-5 Galaxy
- Máy bay vận tải chiến thuật C-7 Caribou được sử dụng bởi Không quân Hoa Kỳ và Không quân Hoàng gia Australia
- Trực thăng cứu hộ CH-46 Sea Knight
- Trực thăng H-2 Seasprite
- Trực thăng cứu hộ H-3 Sea King
- Trực thăng vận tải hàng hóa/trực thăng vận chuyển UH-34 Seahorse
- Trực thăng nâng hàng hạng vừa CH-53 Sea Stallion
- Trực thăng nâng hàng hạng nặng CH-54 Skycrane
- Trực thăng vận tải hàng hóa/trực thăng vận chuyển H-43 Huskie
- Máy bay trinh sát O-1 Bird Dog
- Máy bay trinh sát O-2 Skymaster
- Máy bay tấn công hạng nhẹ và trinh sát OV-1 Mohawk

### Vũ khí trên máy bay

#### Súng, pháo
- M61 Vulcan, 20mm (gắn trên máy bay)
- M134 Minigun, 7,62mm (gắn trên máy bay và trực thăng)
- M197 Gatling gun, 20mm
- M60, 7,62mm (gắn trên trực thăng)

#### Tên lửa
- AGM-12 Bullpup: Tên lửa không đối đất điều khiển bằng đầu dò hồng ngoại
- AGM-45 Shrike: Tên lửa không đối đất tự dẫn tìm bức xạ radar
- AGM-62 Walleye: Tên lửa không đối đất điều khiển bằng camera.
- AGM-65 Maverick: Tên lửa không đối đất có điều khiển bằng radar
- AGM-78 Standard: Tên lửa không đối đất tự dẫn tìm bức xạ radar
- AIM-4 Falcon: Tên lửa không đối không điều khiển bằng radar bán chủ động và đầu dò hồng ngoại
- AIM-7 Sparrow: Tên lửa không đối không có điều khiển bằng radar bán chủ động.
- AIM-9 Sidewinder: Tên lửa không đối không tự dẫn bằng đầu dò hồng ngoại
- BGM-71 TOW: Tên lửa chống tăng trên trực thăng AH-1 Cobra

#### Bom
- AN-68A1: Bom cháy napal cỡ nhỏ
- AN-M-37A3: Bom cháy phosphor trắng
- AN-M-74A4: Bom cháy phosphor trắng.
- AN-M-76: Bom cháy phosphor trắng
- MK-81: Bom phá-sát thương.
- MK-82: Bom phá-sát thương.
- MK-83: Bom phá-sát thương.
- MK-84 Hummer: Bom phá.
- M-117: Bom sát thương
- MK-118: Bom bi mẹ
- MK-77: Bom cháy napal cỡ lớn
- BLU-82B/C-130: Bom phá dọn bãi (6.800 kg).
- BLU-46: Bom bi con hình cầu.
- BLU-3/B: Bom bi con hình quả dứa.
- BLU-24: Bom bi con hình bầu dục.
- BLU-26B: Bom bi có ngòi nổ trễ
- CBU-2A/A: Bom bi mẹ
- CBU-25: Bom bi mẹ
- CBU-49B: Bom bi mẹ
- CBU-54/55: Bom áp nhiệt son khí.

### Phương tiện
- M38A1 1/4 tấn
- Ford M151 1/4 tấn Military Utility Tactical Truck (MUTT)
- Dodge M37 3 / 4 tấn
- Kaiser Jeep M715 1 1 / 4 tấn
- Xe tải vận chuyển hàng hóa/quân, 2 1 / 2 tấn
- Xe tải vận chuyển hàng hóa/quân, 5 tấn
- Xe tải M520 Goer, 8 tấn, 4x4
- Land Rover của lực lượng Úc và New Zealand

### Xe chiến đấu bọc thép

#### Xe tăng
- M-41 Walker Bulldog
- M-48 Patton hạng trung
- M-551 Sheridan, xe trinh sát thả từ máy bay, thường được coi là tăng hạng nhẹ
- Centurion, xe tăng chiến đấu chính được sử dụng bởi quân đội Úc

#### Xe của Lục quân và Thủy quân Lục chiến
- M-113 APC (Armored Personnel Carrier)
- M113ACAV, xe bọc thép tấn công
- M8 Greyhound, chỉ được sử dụng bởi QLVNCH
- LVTP5 Landing Craft
- M50 Ontos
- Cadillac Gage V-100 Commando
- Mark I PBRs (Patrol Boat River)
- LARC-LX
- BARC
- AMTRAC'S, máy kéo lội nước của Thủy quân Lục chiến Hoa Kỳ
- M-114, xe trinh sát
- M42 Duster (xe tăng hạng nhẹ M-41 với súng hải quân 2 nòng 40mm được đặt trên một tháp pháo mở)

#### Hải quân
- Monitor
- Swift Boat, (PCF) Patrol Craft Fast
- ASPB, Assault Support Patrol Boat, (được gọi là thuyền Alpha)
- PBR, Patrol Boat River, (tàu bằng sợi thủy tinh, đẩy bằng động cơ sinh đôi)
- Xe vận chuyển hàng hóa, trang bị vũ khí tự động.
- Xe tải mang súng quân sự, 2 1 / 2 tấn, và xe tải chở hàng 5 tấn với súng máy M45 Quadmount gắn ở phía sau
- M16 với súng máy M45 Quadmount gắn ở phía sau
- Xe jeep 1 / 4 tấn gắn với súng máy M-60
- Land Rover với súng máy M60 đơn hoặc 2 nòng dùng bởi lực lượng Úc New Zealand

## Quân đội Nhân dân Việt NamvàQuân Giải phóng miền Nam Việt Nam
Quân đội Nhân dân Việt Nam và Quân Giải phóng miền Nam Việt Nam phần lớn sử dụng vũ khí tiêu chuẩn của Khối Warsaw. Ngoài ra, những vũ khí được sử dụng bởi Quân đội Nhân dân Việt Nam cũng bao gồm các biến thể do Trung Quốc sản xuất, được quân đội Hoa Kỳ gọi là CHICOM. Vũ khí bị tịch cũng được sử dụng phổ biến; hầu như mọi loại vũ khí cỡ nhỏ được sử dụng bởi Tổ chức Hiệp ước Đông Nam Á đều được Quân Giải phóng miền Nam Việt Nam sử dụng một cách hạn chế. Trong những năm đầu thập niên 1950, các trang thiết bị của quân đội Mỹ bị tịch thu ở Chiến tranh Triều Tiên cũng được gửi đến Việt Minh.

### Vũ khí cá nhân

#### Vũ khí cận chiến

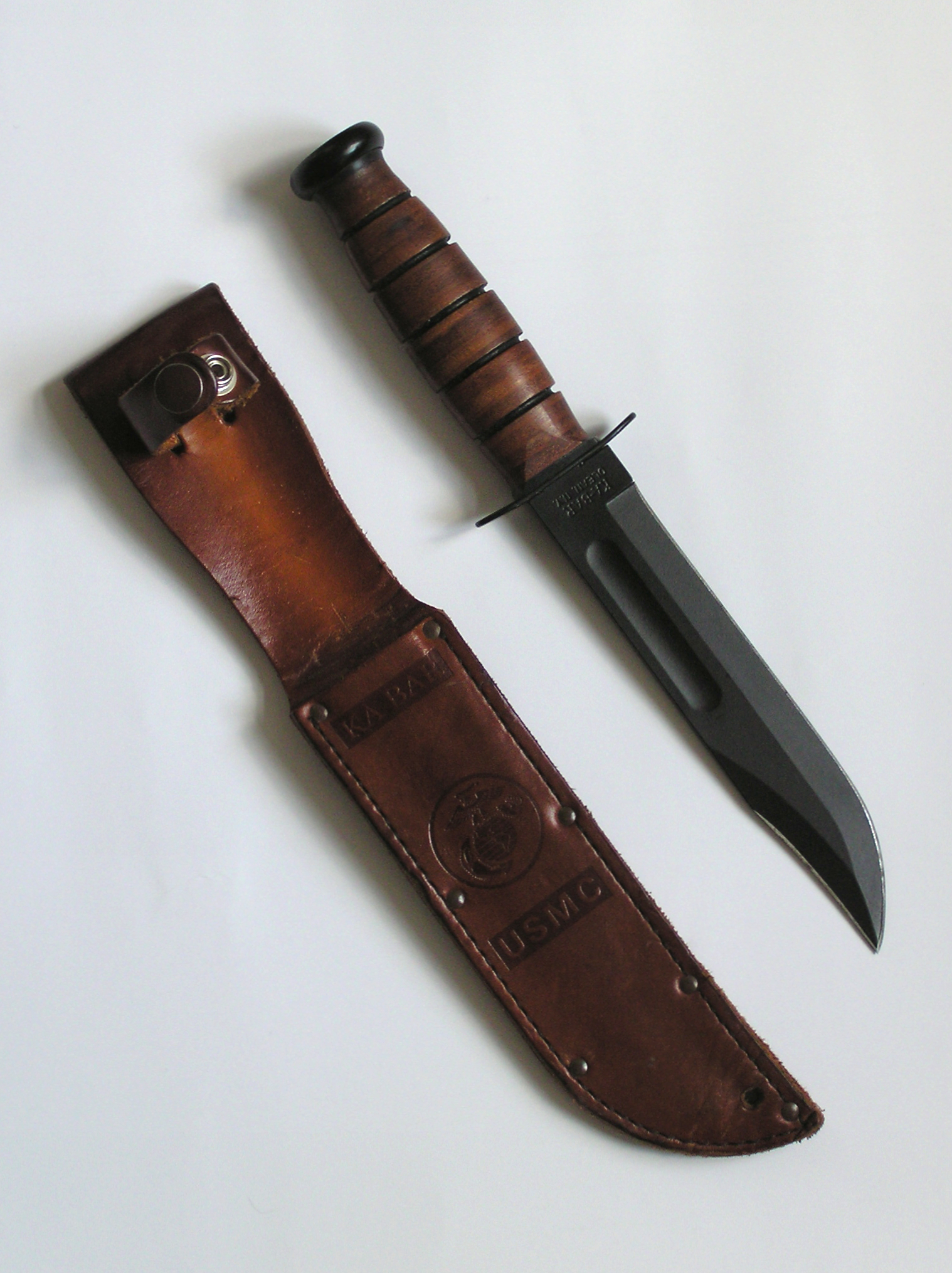
Dao KA-BAR là vũ khí có lưỡi nhọn phổ biến nhất trong cuộc chiến.

- Lưỡi lê có thể gắn trên nhiều loại súng và được sử dụng bởi Quân đội Nhân dân Việt Nam và Quân Giải phóng miền Nam Việt Nam
- Nhiều loại dao, mã tấu, kiếm...
- Cung, nỏ - được sử dụng bởi Du kích của Quân Giải phóng miền Nam Việt Nam sử dụng chống Mỹ Ngụy.[33]

#### Súng ngắn và súng ngắn ổ xoay
- Makarov PM (Phổ biến nhất K59 của Trung Quốc)
- Nagant M1895
- Mauser C96 - Các bản sao được sản xuất tại địa phương đã được sử dụng cùng với các phiên bản Trung Quốc và các biến thể của Đức do Liên Xô cung cấp.
- Súng ngắn M1911 - Tịch thu của Quân Đội Hoa Kỳ và Quân Lực Việt Nam Cộng Hòa
- Súng ngắn M1935A
- SA vz. 61 - súng ngắn tự động
- Tokarev TT-33 - Súng ngắn tiêu chuẩn, bao gồm bản sao K54 của Trung Quốc và Zastava M57 của Nam Tư.
- Walther P38 - Bị Liên Xô tịch thu trong Thế chiến II và cung cấp cho QĐNDVN và Quân Giải phóng bằng viện trợ quân sự.
- Súng ngắn tự chế, như bản sao của M1911 hoặc Mauser C96 hoặc súng bắn một viên thô sơ cũng được Quân Giải phóng sử dụng vào đầu cuộc chiến.
- Nambu Pistol 14,8mm (thu của Nhật) sử dụng bởi sĩ quan Quân đội Nhân dân Việt Nam và Quân Giải phóng miền Nam Việt Nam.

#### Súng trường tự động và bán tự động
- Súng carbine bán tự động CKC (hay Kiểu 56 của Trung Quốc)
- AK-47 - do Liên Xô, các nước Khối Warsaw, Trung Quốc và Bắc Triều Tiên cung cấp. Việt Nam sản xuất AK theo mẫu của Nga từ năm 1959
  - Kiểu 56 - súng trường tiêu chuẩn do Trung Quốc sản xuất.
  - Kiểu 58 - do Bắc Triều Tiên viện trợ, sử dụng hạn chế.
  - PMK - AK-47 do Ba Lan sản xuất.
- AKM - do Liên Xô viện trợ, biến thể hiện đại hóa của AK-47.
  - PM md. 63/65 - biến thể Rumani của AKM.
  - AMD-65 - từ Hungary, Sử dụng rất hạn chế.
- Súng carbines M1/M2 - súng trường bán tự động (M2 có chế độ bắn liên thanh) được tịch thu và sử dụng phổ biến.
- Vz. 52 - súng trường bắn tự động, rất hiếm khi sử dụng.
- Vz. 58 - súng trường tấn công
- Sturmgewehr 44 - được Liên Xô viện trợ, là chiến lợi phẩm tịch thu của quân đội Phát xít Đức trong Chiến tranh thế giới lần thứ hai (1939-1945), sử dụng hạn chế.
- Súng trường tấn công Kiểu 63 - sử dụng hạn chế, được viện trợ được trong những năm 1970.
- M14, M16A1 - tịch thu từ Hoa Kỳ và VNCH.
- M1 Garand - súng trường bán tự động tịch thu từ Hoa Kỳ.
- Súng trường MAS-49 - súng trường Pháp tịch thu từ Chiến tranh Đông Dương lần thứ nhất.

#### Súng trường nạp đạn bằng khóa nòng/súng trường thiện xạ
- Mosin-Nagant - Súng trường/carbine nạp đạn bằng khóa nòng do Liên Xô và Trung Quốc cung cấp (phiên bản M91/44 được sử dụng phổ biến nhất). Ngoài ra phiên bản M91/30 được gắn kính ngắm PU 4x phục vụ cho mục đích bắn tỉa được Liên Xô viện trợ
- Mauser Kar 98k - Súng trường nạp đạn bằng khóa nòng (tịch thu từ Pháp trong Chiến tranh Đông Dương lần thứ nhất và cũng được Liên Xô viện trợ quân sự).
- Súng trường MAS-36 - tịch thu của quân đội viễn chinh Pháp trong chiến tranh Đông Dương lần thứ nhất (1945-1954)
- Lee-Enfield No4 - Được sử dụng bởi Quân Giải phóng, là chiến lợi phẩm từ quân Anh và Ấn Độ.
- Súng trường Arisaka - được Quân Giải phóng sử dụng từ đầu cuộc chiến. (và 1 số phiên bản khác trong Chiến tranh thế giới lần thứ hai bởi quân đội Nhật)
- Súng trường Lebel M1886 - Được sử dụng trong các giai đoạn trước Chiến tranh Việt Nam, tịch thu từ thực dân Pháp
- vz. 24 - Được sử dụng bởi Quân Giải phóng miền Nam Việt Nam.
- Dragunov SVD - Súng trường bắn tỉa bán tự động của Liên Xô, được sử dụng hạn chế, chủ yếu cho lực lượng bắn tỉa chuyên dụng.
- M1903 Springfield - Được sử dụng bởi Quân Giải phóng phóng miền Nam Việt Nam., thông thường là bản M1903A3 gắn kính ngắm quang học dùng cho lực lượng bắn tỉa
- M1917 Enfield - Được sử dụng bởi Quân Giải phóng miền Nam Việt Nam.
- Remington Model 10 - shotgun được sử dụng bởi Quân Giải phóng phóng miền Nam Việt Nam
- Những loại súng trường cũ hoặc hiếm hơn thường được Quân Giải phóng miền Nam Việt Nam chỉnh sửa lại vào đầu cuộc chiến: súng trường Gras được thay đổi để sử dụng loại đạn .410 bore trong khi súng carbine Destroyer được chỉnh sửa để sử dụng được hộp tiếp đạn của Walther P38.
- Súng trường tự chế, thường là súng trường nạp đạn kiểu lò xo được chế tạo để trông giống như M1 Garand hoặc M1 Carbine, cũng được Quân Giải phóng miền Nam Việt Nam sử dụng.
- Tokarev SVT-40: được Liên Xô viện trợ, chủ yếu dành cho công an vũ trang biên phòng hoặc dân quân tự vệ, có bản gắn PU 4x dùng cho mục đích bắn tỉa (hạn chế).
- Degtyarov PTRD-41: Súng trường chống tăng lên đạn phát một 14,5mm được Liên Xô viện trợ nhằm tiêu diệt xe bọc thép và xe tăng của Mỹ và Đồng minh (hạn chế).
- PTRS-41: Súng trường chống tăng bán tự động 14,5mm được Liên Xô viện trợ nhằm tiêu diệt xe bọc thép và xe tăng của Mỹ và Đồng minh (hạn chế).

#### Súng tiểu liên
- PPSh-41 - bao gồm cả phiên bản của Liên Xô, Bắc Triều Tiên và Trung Quốc.
- K-50M - phiên bản cải tiến từ PPSh-41, có giấy phép của Việt Nam.
- PPS-43 - bao gồm phiên bản của Liên Xô và Trung Quốc.
- Grease M3  - sử dụng hạn chế.
- Tiểu liên Thompson - bao gồm cả những phiên bản do Việt Nam sản xuất.
- MAT-49 - tịch thu trong Chiến tranh Đông Dương. Nhiều khẩu trong số đó được Việt Nam cải tiến để dùng đạn 7,62 mm Tokarev thay cho 9x19mm Parabellum.
- Sten - Súng tiểu liên của quân đội Anh
- MP40 - Súng tiểu liên của quân đội phát xít Đức được Liên Xô và Khối Xã hội Chủ nghĩa viện trợ.
- MP38 - Súng tiểu liên đời đầu của MP40, hiếm khi được sử dụng.
- PM-63 RAK - được sử dụng bởi lính tăng, lính Đặc công Việt Nam.
- Tiểu liên MAS-38 - tịch thu từ Quân đội viễn chinh Pháp vùng Viễn Đông trong Chiến tranh Đông Dương.
- Súng tiểu liên tự chế của Quân đội Nhân dân Việt Nam lấy cảm hứng từ Sten hoặc Tiểu liên Thompson, được Quân Giải phóng Nhân dân Viêt Nam sử dụng từ đầu Chiến tranh Việt Nam.

#### Súng máy
- Bren, được sử dụng bởi Quân Giải phóng miền Nam Việt Nam.
- Degtyarov DP (bao gồm biến thể DPM, RP-46 và các bản sao Kiểu 53 và Kiểu 58 của Trung Quốc)
- DShK (bao gồm Kiểu 54 của Trung Quốc)
- FM-24/29 - được sử dụng bởi Quân Giải phóng, tịch thu của thực dân Pháp.
- KPV
- M1918 BAR - tịch thu từ Quân lực Việt Nam Cộng hòa và Quân đội Hoa Kỳ, chủ yếu là bản M1918A2
- M1917 Browning - ít nhất 1 khẩu được sử dụng bởi Quân Giải phóng miền Nam Việt Nam.
- M1919 Browning - tịch thu từ Quân lực Việt Nam Cộng hòa và Quân đội Hoa Kỳ, chủ yếu là bản M1919A6 bắn đạn.30 cal.
- M60 - tịch thu từ lực lượng Quân lực Việt Nam Cộng hòa và Quân đội Hoa Kỳ.
- M2 Browning - tịch thu từ Quân lực Việt Nam Cộng hòa và Quân đội Hoa Kỳ, ngoài ra còn sử dụng lại từ Chiến tranh Đông Dương lần thứ nhất, hay Chiến tranh Đông Dương (1946-1954).
- MG 34, MG 42  - bị Liên Xô tịch thu trong Thế chiến II và cung cấp cho Quân đội Nhân dân Việt Nam và Mặt trận Dân tộc Giải phóng miền Nam Việt Nam bằng viện trợ quân sự.
- FG 42 - Sử dụng hạn chế, được Liên Xô tịch thu trong Thế chiến II và được cung cấp vào những năm 1950.
- PM M1910, - được Liên Xô viện trợ
- PK - Súng máy đa chức năng của Liên Xô, sử dụng rất hạn chế.
- RPD (cùng bản sao Kiểu 56 của Trung Quốc và Kiểu 62 của Cộng hòa Dân chủ Nhân dân Triều Tiên) - được sử dụng lần đầu tiên vào năm 1964.
- RPK do Liên Xô thiết kế. (hạn chế)
- SG-43/SGM bao gồm Kiểu 53 và Kiểu 57 của Trung Quốc.
- Súng máy hạng nhẹ Kiểu 11
- Súng máy Kiểu 24 (Kiểu 24 do Trung Quốc sản xuất) - được sử dụng bởi Việt Nam Dân chủ Cộng hòa và Quân Giải phóng miền Nam Việt Nam
- Súng máy Kiểu 67
- Súng máy hạng nặng Kiểu 92
- Súng máy hạng nhẹ Kiểu 99
- Uk vz. 59
- ZB vz. 26.

#### Lựu đạn và mìn
- Molotov Cocktail
- Lựu đạn tự chế
- Lựu đạn F1
- Lựu đạn M29 - tịch thu
- Súng phóng lựu M79 - tịch thu từ quân đội Mỹ hoặc QLVNCH.
- Súng phóng lựu M203 - tịch thu từ quân đội Mỹ hoặc QLVNCH.
- Lựu đạn Model 1914
- Lựu đạn RG-42 (Kiểu 42 của Trung Quốc)
- Lựu đạn RGD-5 (Kiểu 59 của Trung Quốc)
- Lựu đạn chày RGD-33
- Lựu đạn chống tăng RKG-3 (Kiểu 3 của Trung Quốc)
- Lựu đạn chống tăng RPG-40
- Lựu đạn cầm tay RPG-43 HEAT (Đạn nổ sát thương cao)
- Lựu đạn Kiểu 4
- Lựu đạn Kiểu 10
- Lựu đạn chày Kiểu 67 và RGD-33
- Lựu đạn súng trường Kiểu 64 - được bắn từ súng phóng lựu AT-44, trang bị trên súng carbine Mosin-Nagant.
- Lựu đạn Kiểu 91
- Lựu đạn Kiểu 97
- Lựu đạn Kiểu 99
- Máy phóng lựu Kiểu 10
- Máy phóng lựu Kiểu 89

#### Súng phun lửa
- Súng phun lửa LPO-50

### Vũ khí cộng đồng
- Đại liên SG-43 7,62mm (K-53)
- Trọng liên DShK 12,7mm (K-63)
- Đại liên Browning M1919.30cal
- Trọng liên Browning M2HB.50cal
- Súng cối M-1 60mm
- Súng cối M-2 81mm
- Súng cối M1937 82mm
- Súng cối M1943 82mm
- Súng cối Type-53 82mm
- Súng cối M1938 120mm
- Súng cối M1943 160mm
- Súng không giật M-18 57mm
- Súng không giật SPG-9 73mm
- Súng không giật M-20 75mm
- Súng không giật B-10 82mm
- Súng không giật M-40 105mm

### Pháo
- Pháo ZIS-2 57mm
- Pháo ZIS-3 76,2mm
- Pháo D-44 85mm
- Pháo BS-3 100mm
- Pháo M-101 155m
- Pháo M-102 105mm
- Pháo M-30 122mm
- Pháo D-74 122mm
- Pháo M-46 130mm
- Pháo D-20 152mm
- Pháo M-1 155mm
- Pháo phản lực H-6 75mm
- Pháo phản lực A-12 140mm
- Pháo phản lực ĐKZB/ĐKZC 122mm
- Pháo phản lực BM-14
- Pháo phản lực Type-63 107mm (H-12)
- Tên lửa chống tăng có điều khiển AT-3 Sagger (B-72)

### Pháo tự hành
- SU 76
- SU 100
- SU 122

### Phòng không
- Trọng liên ZPU-4 14,5mm
- Pháo cao xạ ZU-23 23mm
- Pháo cao xạ 72K M1940 25mm
- Pháo cao xạ 61K M1939 37mm
- Pháo cao xạ Bofors M-1 40mm
- Pháo cao xạ S-60 M1950 57mm
- Pháo cao xạ KS-12 M1939 85mm
- Pháo cao xạ Flak37/41 88mm
- Pháo cao xạ M-1/M-2 90mm
- Pháo cao xạ KS-19 M1949 100mm
- Tên lửa đất đối không SA-2 Guideline
- Tên lửa đất đối không SA-3 Goa
- Tên lửa đất đối không vác vai SA-7 Grail (A-72)

### Xe tăng, xe thiết giáp
Xe tăng
- T-34/85
- T-54/55
- Type-59 (T-54 được sản xuất tại Trung Quốc)
- Xe tăng lội nước PT-76
- Xe tăng lội nước Type-63 (PT-85 hoặc K-63-85)
- M24 Chaffee ( Tịch Thu Của QLVNCH Và Hoa Kỳ )
- M41 Walker Bulldog (thu của

QLVNCH Và Mỹ)
- M48 Patton (thu của QLVNCH Và Mỹ)

Xe thiết giáp
- BMP-1
- BTR-40
- BTR-50
- BTR-60
- BTR-152
- M-113 (thu của Mỹ)
- MTU-55
- Type-63 (APC)

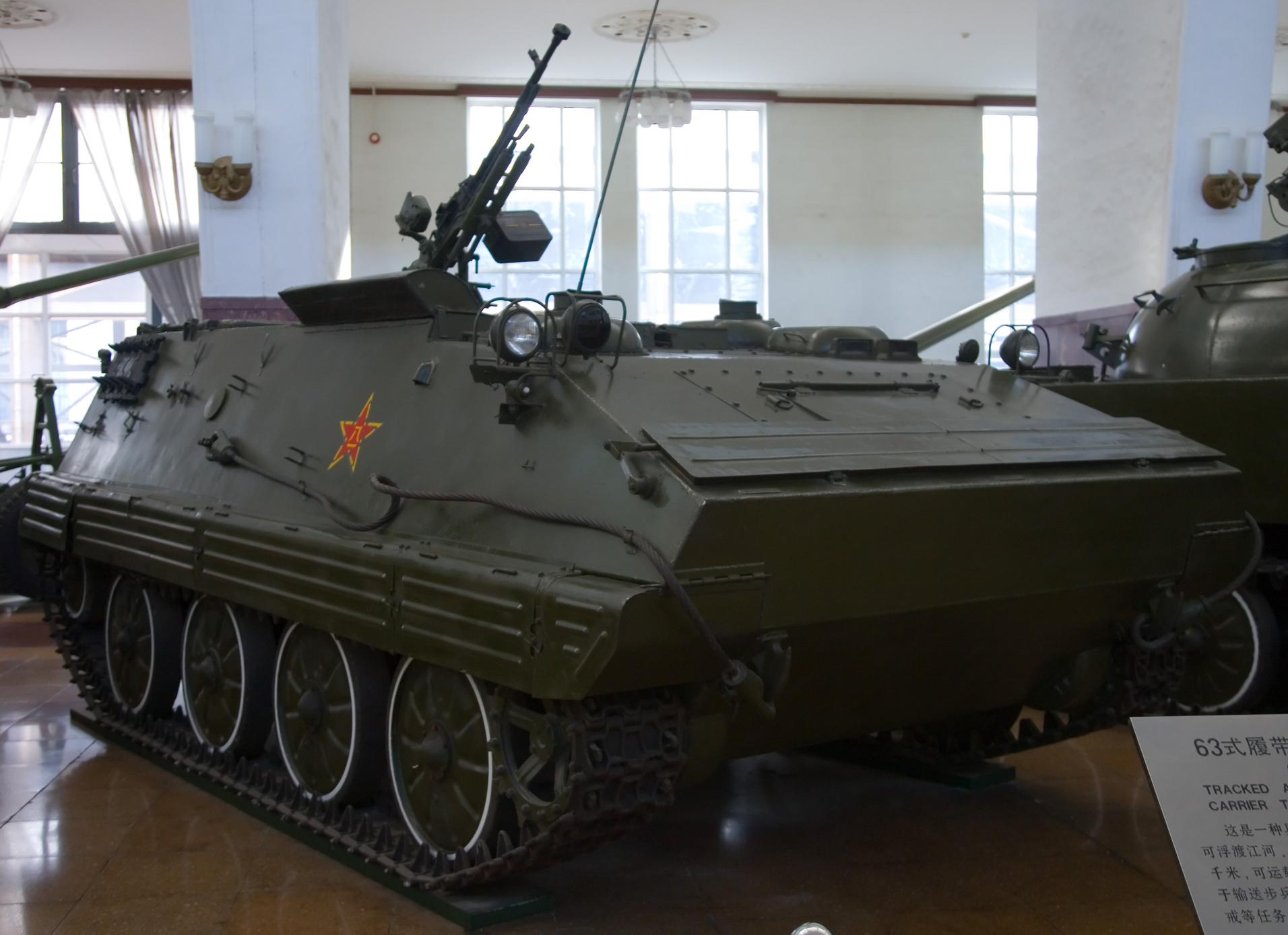
Type 63 APC

- Pháo phòng không tự hành ZSU-57-2
- Pháo phòng không tự hành ZSU-23-4 Shilka
- Pháo phòng không tự hành Type 63

### Máy bay
- MiG-21
- MiG-19
- MiG-17
- Ilyushin Il-28
- Lisunov Li-2
- Ilyushin Il-12
- Ilyushin Il-14
- Antonov An-24
- AN-2

#### Trực thăng
- Mi-1
- Mi-4
- Mi-6
- Mi-8 (ít sử dụng)
- UH-1 (thu của Mỹ)

## Các vũ khí cho lực lượng dân quân, du kích Việt Nam

### Súng bộ binh
- Súng trường Arisaka kiểu 99
- M1 Garand
- M1 carbine
- Springfield M1903
- MAS-36
- MAS-49
- MAT-49
- MP40
- PPS-43
- Swedish K
- Mosin-Nagant
- Karabiner 98k
- CKC
- StG 44

### Loại khác
- Nhiều loại dao, mã tấu, kiếm,...
- Cung, nỏ - được sử dụng bởi Du kích của Quân Giải phóng miền Nam Việt Nam sử dụng chống Mỹ Ngụy.